# Feuerwehr München

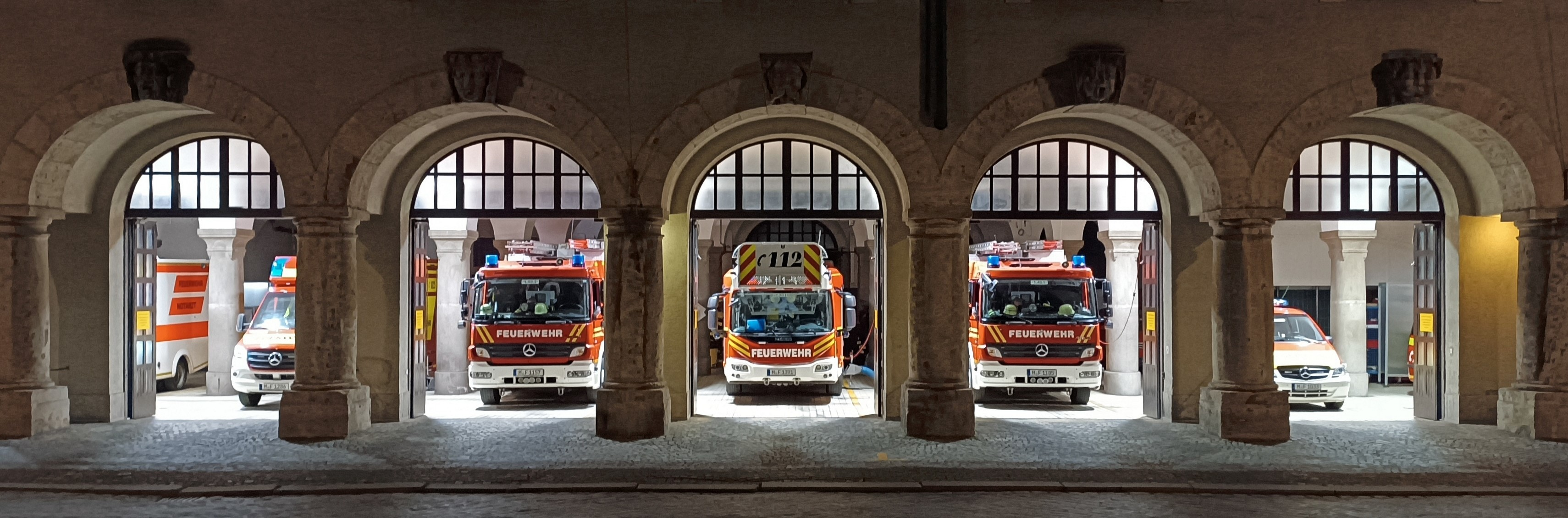
Löschzug in der Feuerwache 1 – Hauptfeuerwache

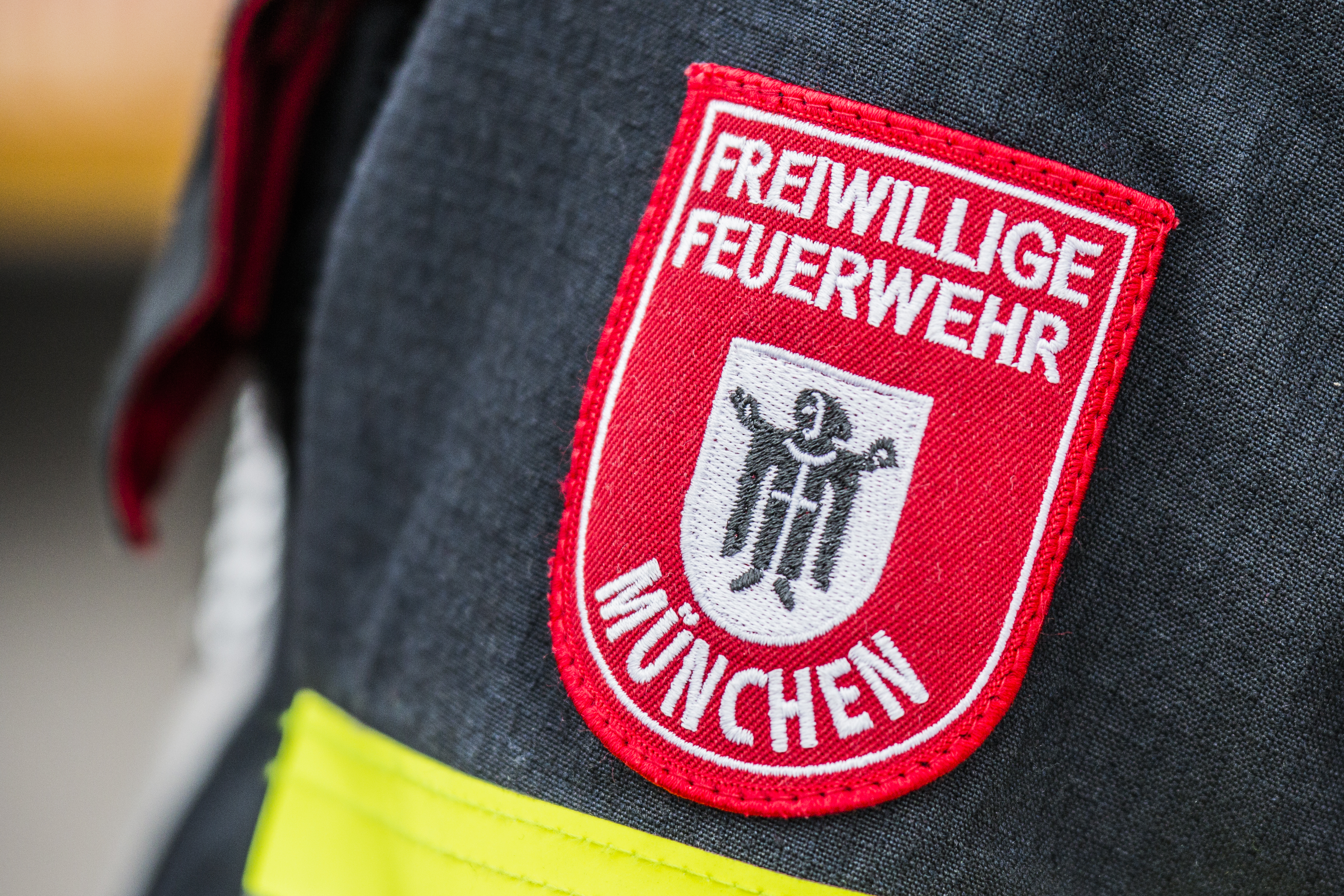
Aufnäher der Freiwilligen Feuerwehr München

Die Feuerwehr München ist eine öffentliche Feuerwehr; als kommunale Behörde wird sie auch als Branddirektion bezeichnet. Diese ist wiederum Teil (Hauptabteilung IV) des Kreisverwaltungsreferates. Die Feuerwehr München besteht aus einer Berufsfeuerwehr (BF), die zehn Feuerwachen (FW) unterhält und etwa 100.000 Einsätze (davon ca. 70 % im Rettungsdienst) jährlich bewältigt, sowie einer Freiwilligen Feuerwehr (FF), deren über 1000 aktive Feuerwehrangehörige in 21 Abteilungen mit fünf Jugendfeuerwehren (JF) gegliedert sind und jährlich über 4.000-mal alarmiert werden. Damit ist sie eine der größten Feuerwehren Deutschlands. Die einzelnen Feuerwachen und Feuerwehrhäuser sind über das gesamte Stadtgebiet verteilt, um die gesetzliche Hilfsfrist von zehn Minuten überall einhalten zu können.

## Geschichte

### Vorläufer
Wie bei den meisten Feuerwehren in Deutschland wurden die ersten Einheiten von Turnvereinen gegründet. Im Jahr 1848 stellte sich eine Turnerschaft als freiwillige Turnerfeuerwehr in den Dienst der Stadt. Aufgrund der politischen Gesamtlage (Revolution 1848) und den damit allgemein vorherrschenden Vorbehalten gegen Vereinen wurde diese 1850 wieder aufgelöst.

### 1866: Gründung der Freiwilligen Feuerwehr München

Saurer-Automobilspritze der FF München Abt. 1 Anfang des 20. Jahrhunderts

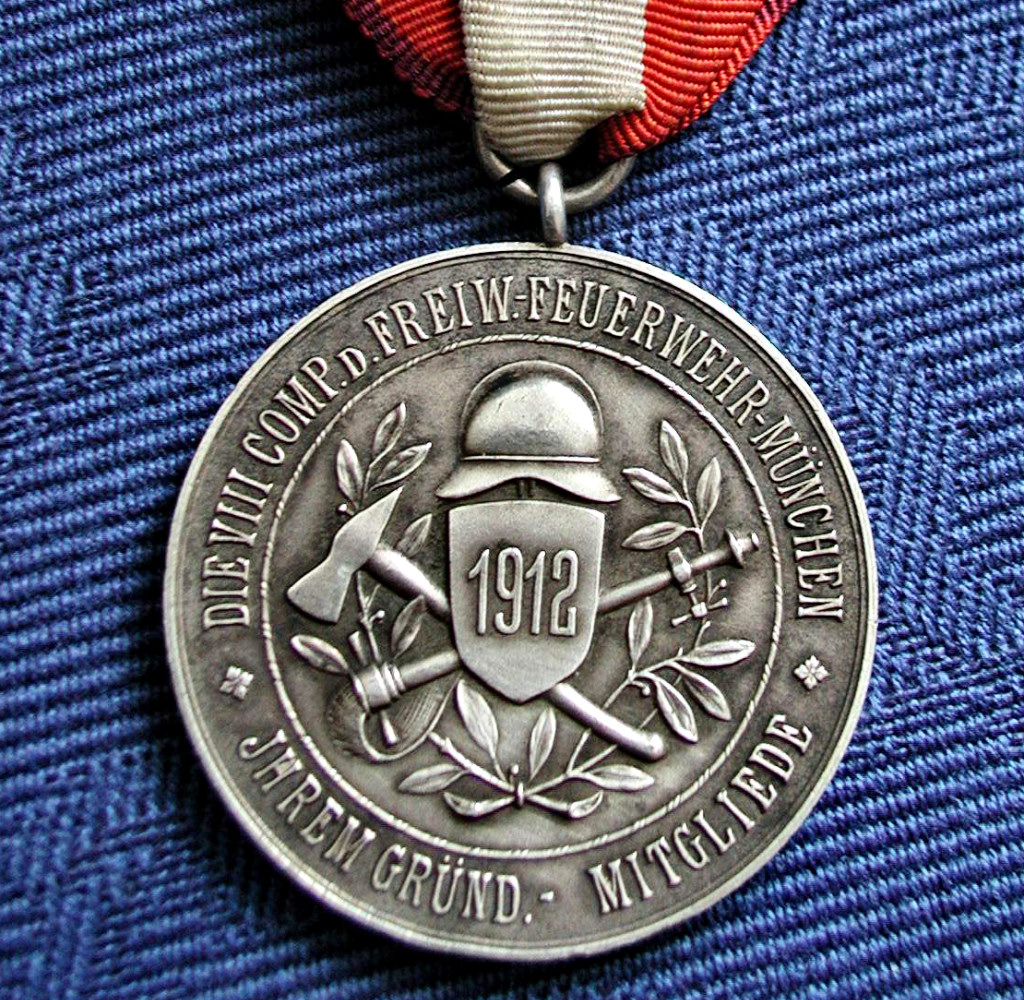
Gedenkmedaille der VIII. Kompanie der Freiwilligen Feuerwehr München aus dem Jahr 1912; verliehen an verdiente Gründungsmitglieder

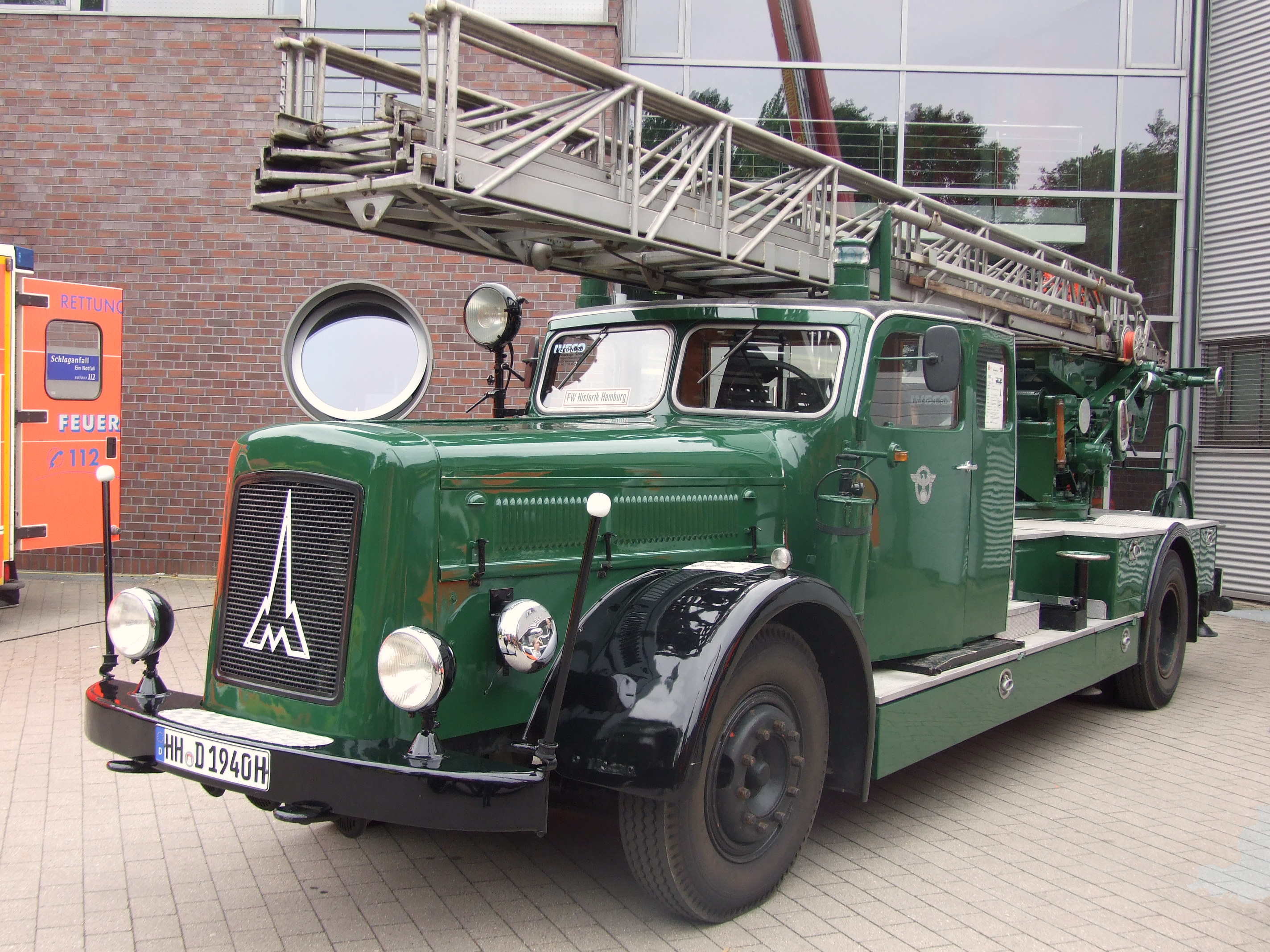
Eine 1941 im Polizei-Tannengrün ausgelieferte Magirus-Kraftfahrleiter

Nach mehreren Anläufen, insbesondere in den 1860er Jahren, welche vor allem aus finanziellen Gründen scheiterten, wurde am 10. September 1866 auf Wirken von Julius Knorr, J. B. Sartorius und Stadtbaurat Arnold Zenetti die Freiwillige Feuerwehr München gegründet. Ein schweres Brandunglück vom 9. Juli 1866 im Haus Nr. 10 an der Schützenstraße (heute Dachauer Straße 40) und der festgestellte Mangel an notwendigen Schiebleitern waren das schwerwiegendste Argument, das die Stadt zum Handeln zwang. Erster Kommandant war der Baumeister Reinhold Hirschberg. Im damaligen Stadtgebiet standen sieben Feuerwachen zur Verfügung.

### 1870 bis 1900
Durch die Eingemeindungen von Nachbargemeinden wuchs München und damit auch die Feuerwehr ständig an. So wurde z. B. 1877 Sendling Teil der Landeshauptstadt. Die bereits vorhandenen Feuerwehren wurden als sogenannte Kompanien (Sendling VI. Kompanie) in die Münchner Feuerwehr integriert (siehe auch Abt. Sendling; unten). Bereits 1870 wurde auf Grund der schnell wachsenden Bevölkerung eine ständig besetzte Nachtwache in München eingerichtet und der Freiwilligen Feuerwehr zugeordnet. Acht Jahre später beschloss die Stadt München eine ständig besetzte Wache einzurichten. Somit wurde am 1. Juli 1879 die Berufsfeuerwehr München gegründet, ihre damalige Hauptwache war am Heumarkt (dem späteren St.-Jakobs-Platz) untergebracht. Im Jahr 1893 fand der 14. Deutsche Feuerwehrtag in München statt.

### 1900 bis 1945
Im Jahr 1904 bezog die Berufsfeuerwehr die neue und bis heute bestehende Hauptfeuerwache an der Blumenstraße (heute An der Hauptfeuerwache). Bis Ende 1913 waren alle Pferdegespanne bei der Feuerwehr München abgeschafft und es wurde vollkommen auf Fahrzeuge mit Benzinmotoren umgestiegen. Damit war München die erste Stadt, die ihren Feuerwehr-Fuhrpark vollständig motorisiert hatte. Gleichzeitig wurden die bis dorthin entstandenen 13 Kompanien der Freiwilligen Feuerwehr in 6 Abteilungen zusammengelegt.
Nach dem Jahr 1918 wurden weitere Gemeinden um München herum eingemeindet und auch deren Feuerwehren wurden in die Freiwillige Feuerwehr München eingegliedert. Somit entwickelte sich nur eine Freiwillige Feuerwehr in München, die mehrere Standorte unterhielt. Bis Ende 1921 hatte die Freiwillige Feuerwehr 471 aktive Mitglieder und vor dem Zweiten Weltkrieg war die Personalstärke auf 1300 Mann angestiegen.
Nach der Machtergreifung der Nationalsozialisten Ende Januar 1933 wurde ein erstes Feuerlöschgesetz (FLG) erlassen, das am 1. Januar 1934 in Kraft trat. Obwohl es diese Bezeichnung offiziell nicht gab, fand sich dort bereits der Begriff „Feuerlöschpolizei“. Mit dem dann im November 1938 erlassenen „Gesetz über das Feuerlöschwesen“ erfolgte die amtliche Umbenennung in Feuerschutzpolizei. Ebenfalls mit dem Gesetz wurden die Ausrüstung der Wagen mit Blaulicht, die einheitlichen Storz-Kupplungen für die Schläuche und Hydranten sowie die zentrale Alarmierung über Sirenen geregelt. Die im Oktober 1938 vom Reichs- und Preußischen Minister des Innern Wilhelm Frick erlassene Durchführungsverordnung zu diesem Gesetz entzog den Ländern schließlich die umfassende Zuständigkeit für das Feuerwehrwesen. Zwar mussten die Kommunen weiterhin alle Kosten für Personal, Ausrüstung, Gebäude etc. tragen, die Dienstaufsicht und damit auch das Weisungsrecht gingen jedoch auf das Reich über. Alle Feuerwehren, auch die Werk- und Freiwilligen Feuerwehren, unterstanden nun den örtlichen Dienststellen der Ordnungspolizei des „Reichsführers SS“ und Chefs der Deutschen Polizei Heinrich Himmler. Um dies auch äußerlich zu kennzeichnen, waren die ab 1940 ausgelieferten Einsatzfahrzeuge im Tannengrün (RAL 6009) der Polizei lackiert.
Die Luftangriffe auf München forderten viele Opfer auch unter den Angehörigen der Feuerwehren. Bei Kriegsende waren viele Feuerwachen und Einsatzfahrzeuge zerstört. Die Neuanschaffung von speziellen Feuerwehrfahrzeugen nebst Ausrüstung war in der Nachkriegszeit schwierig bis unmöglich und es galt, zu improvisieren.

### 1945 bis 2010
Das dichte Netz aus Löschzügen der Freiwilligen Feuerwehr, das im Innenstadtraum vor dem Zweiten Weltkrieg entstanden war, wurde durch die Besatzungsmächte aufgelöst, z. B. der Löschzug 3 „Neuhausen-Nymphenburg“ (7. Compagnie). Erst 1947 gelang auch durch Unterstützung der Berufsfeuerwehr der Wiederaufbau. In dessen Folge wurden einige Abteilung direkt wieder gegründet (mehr oder weniger weitergeführt) andere wie z. B. die Abt. Waldtrudering (1957) wurden erst viel später wieder aufgebaut. Auch entstanden neue Abteilungen wie etwa Sendling (näheres siehe unten) oder die Abteilung Stadtmitte (1967 gegründet als Löschzug Stadtmitte), welche vor dem Krieg existierende Einheiten ersetzten oder neu gliederten.
Im Jahr 1972 wurde in München im Zuge der Olympischen Sommerspiele 1972, die stille Alarmierung eingeführt, bis dahin wurde die Freiwillige Feuerwehr mit einer Sirene auf den Dächern der Feuerwehrhäuser alarmiert. Seit den 1990er Jahren wird die Freiwillige Feuerwehr zu allen Notfalleinsätzen (bei denen die gesetzliche Hilfsfrist gilt) gleichzeitig mit der Berufsfeuerwehr alarmiert.
Ende der 1970er Jahre wurde in einer Kooperation zwischen der Berufsfeuerwehr München und dem Feuerwehrfahrzeughersteller Magirus-Deutz eine neuartige Drehleiter-Bauform entwickelt, die sog. niedere Bauart. Das ab 1980 in Serie gebaute und von der Feuerwehr München in 12 Exemplaren bestellte Fahrzeug hatte eine Bauhöhe von lediglich 2,85 Metern und war damit deutlich niedriger als herkömmliche Drehleitern mit Bauhöhen zwischen 3,20 und 3,30 Metern. Damit konnten niedrige Tordurchfahrten und Hinterhöfe erreicht werden, für die herkömmliche Drehleiterfahrzeuge zu hoch waren. Durch eine Fahrzeugbreite von nur 2,40 Metern ergab sich auch eine gute Wendigkeit.

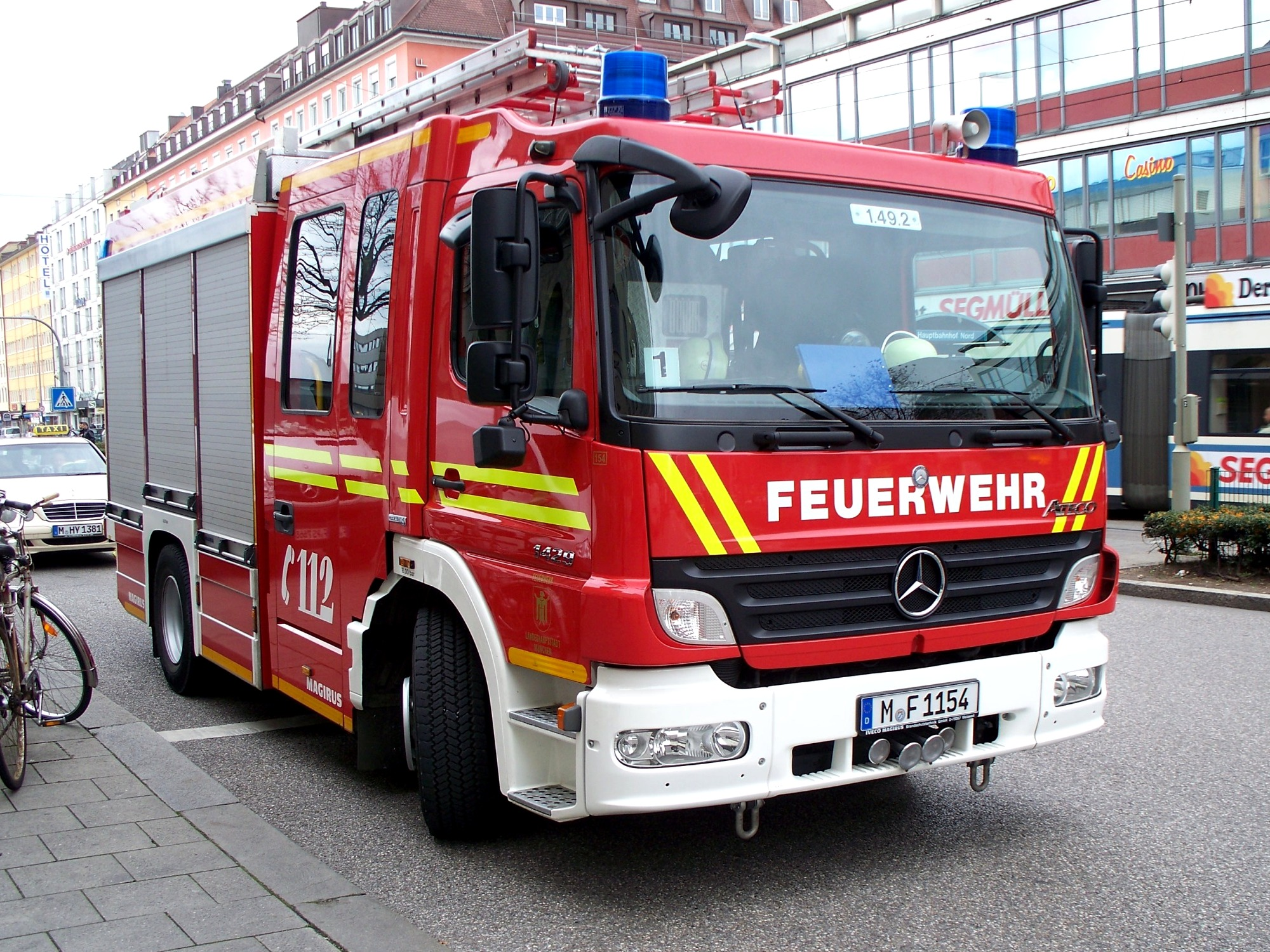
Münchner HLF (Atego 1429)

Ende der 1980er Jahre wurden alle Löschzüge und Halblöschzüge der Freiwilligen Feuerwehr München in Abteilungen umbenannt z. B. von Löschzug Michaeliburg in Abteilung Michaeliburg. Mit der Beschaffung der 21 LF 16/12 wurde zum ersten Mal für die FF ein eigenständiges Fahrzeug beschafft, das auch alleine für einen Erstangriff bei Brand- oder THL-Einsätzen eingesetzt werden konnte. 2010 wurden erstmals in München insgesamt 58 einheitliche Hilfeleistungslöschfahrzeuge 20/16 für die Freiwilligen- und die Berufsfeuerwehr beschafft.

## Berufsfeuerwehr

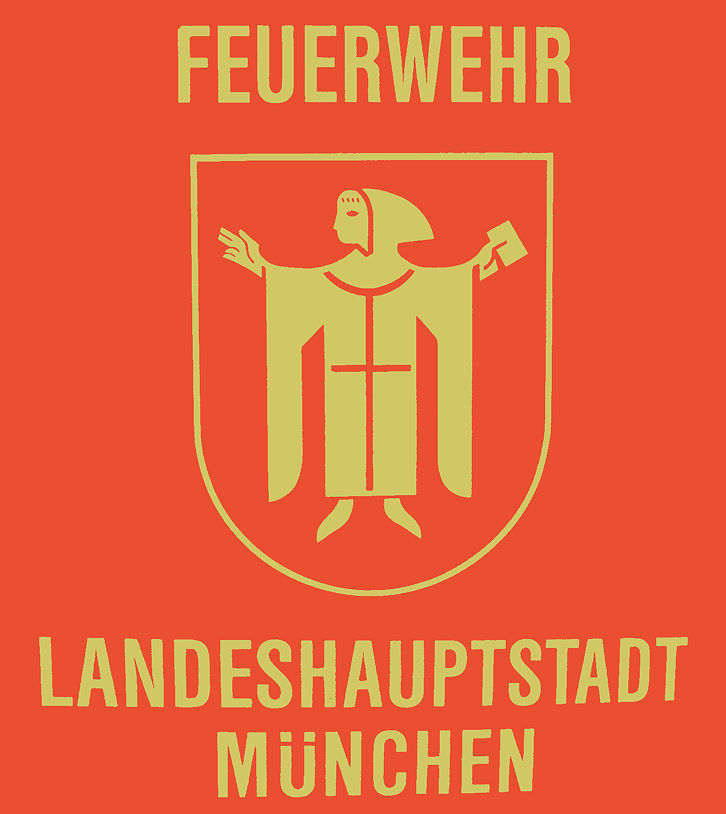
Fahrzeugaufschrift

Die Hauptlast der Einsätze übernimmt in München die Berufsfeuerwehr. Diese besteht aus etwa 1800 Feuerwehrbeamten (inkl. Auszubildende) und 270 Personen in der Verwaltung, IT und im technischen Dienst. Tagtäglich sind 300 Beamte auf den zehn Feuer- und neun Notarztwachen in 24h-Schichten in ständiger Alarmbereitschaft. Sie leisten pro Jahr über 7.000 Brandeinsätze, 17.000 technische Hilfeleistungseinsätze und darüber hinaus über 62.000 rettungsdienstliche Einsätze. Hinzu kommen zahlreiche Einsätze und Arbeiten von Spezialgruppen, die sich ebenfalls aus der Berufsfeuerwehr rekrutieren. Diese stammen etwa aus dem Bereich der Wasserrettung, des Umweltschutzes, der Höhenrettung, des Notarztdienstes, des Zivil- und Katastrophenschutzes, sowie der Gefahrenprophylaxe. Jedes ihrer Hilfeleistungslöschfahrzeuge ist auch für den Einsatz als First-Responder-Fahrzeug ausgerüstet.
In München unterhält die Berufsfeuerwehr zehn Feuerwachen, die über das gesamte Stadtgebiet verteilt sind und in denen auch die Spezialeinheiten untergebracht sind.
Neben den Aufgaben des abwehrenden Brandschutzes erfüllen die restlichen ca. 600 Beamte, die nicht im Schichtdienst arbeiten (sog. Tagesdienstbeamte), neben Verwaltungsdienst und Arbeiten in den eigenen Werkstätten, die Aufgaben und Tätigkeiten des vorbeugenden Brandschutzes.

### Standard-Löschzug
Der Standard-Löschzug der Feuerwehr München besteht aus einem Einsatzleitwagen 1 (ELW), zwei Hilfeleistungslöschfahrzeuge 20/16, einer Drehleiter mit Korb 23-12 (DLK), sowie einem Rettungswagen (RTW). Die Sollstärke des Löschzuges beträgt somit 1/2/15/18 bzw. 16 gemäß AGBF, wenn man die RTW-Besatzung nicht als Feuerwehreinheit ansieht (siehe hierzu auch Einbindung in den Rettungsdienst).

### Feuerwache 1 – Hauptfeuerwache/Branddirektion

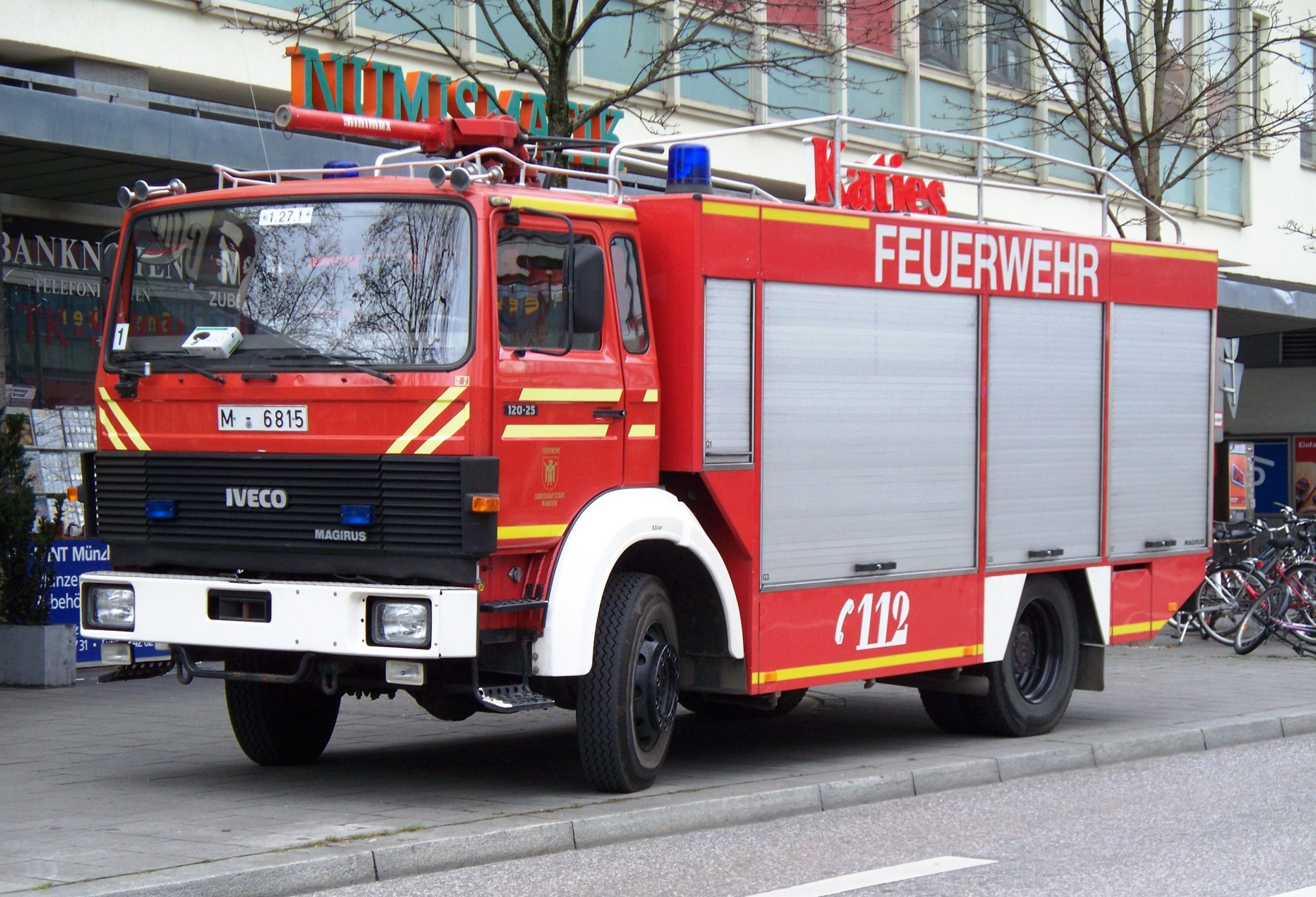
SLF der FW 1

Die Hauptfeuerwache (⊙) wurde am 11. Juli 1904 als Ersatz des zu kleinen Zentralfeuerwehrhauses, das 25 Jahre lang von der Berufsfeuerwehr verwendet wurde, eingeweiht. Ihr damaliges Aussehen wurde, abgesehen von kleineren Renovierungen, bis heute nicht verändert. Die Hauptfeuerwache ist zugleich Sitz der Branddirektion (Teil des Kreisverwaltungsreferates) und zudem der Feuerwache (FW) 1. Dieser obliegt die Führung der Berufsfeuerwehr, der Freiwilligen Feuerwehr und des Katastrophen- und des Zivilschutzes in der Stadt München. Daneben arbeitet die Branddirektion auch Einsatzpläne und Ausrückordnungen aus, verteilt Einsatzmittel auf die Wachen im Stadtgebiet, leitet die integrierte Leitstelle (ILSt), entscheidet über Einstellungen, Beschaffung von Einsatzmaterial sowie den Unterhalt der Feuerwachen. Weiterhin ist sie im vorbeugenden Brand- und Gefahrenschutz tätig und leistet die Verwaltungsarbeit.
Auf der Hauptfeuerwache sind neben dem Löschzug, auch die Führungsfahrzeuge des Inspektionsdienstes, bzw. des Direktionsdienstes sowie des Organisatorischen Leiter und des Einsatzleiter Rettungsdienstes stationiert. Auch das Kinder-NEF (Florian München 76/10) ist hier untergebracht. Auf der Wache ist auch ein Notarztwagen NAW (Florian Mitte 70/1) stationiert.
In dem Dienstgebäude befindet sich seit 1979 das öffentliche Feuerwehrmuseum München.

### Feuerwache 2 – Sendling

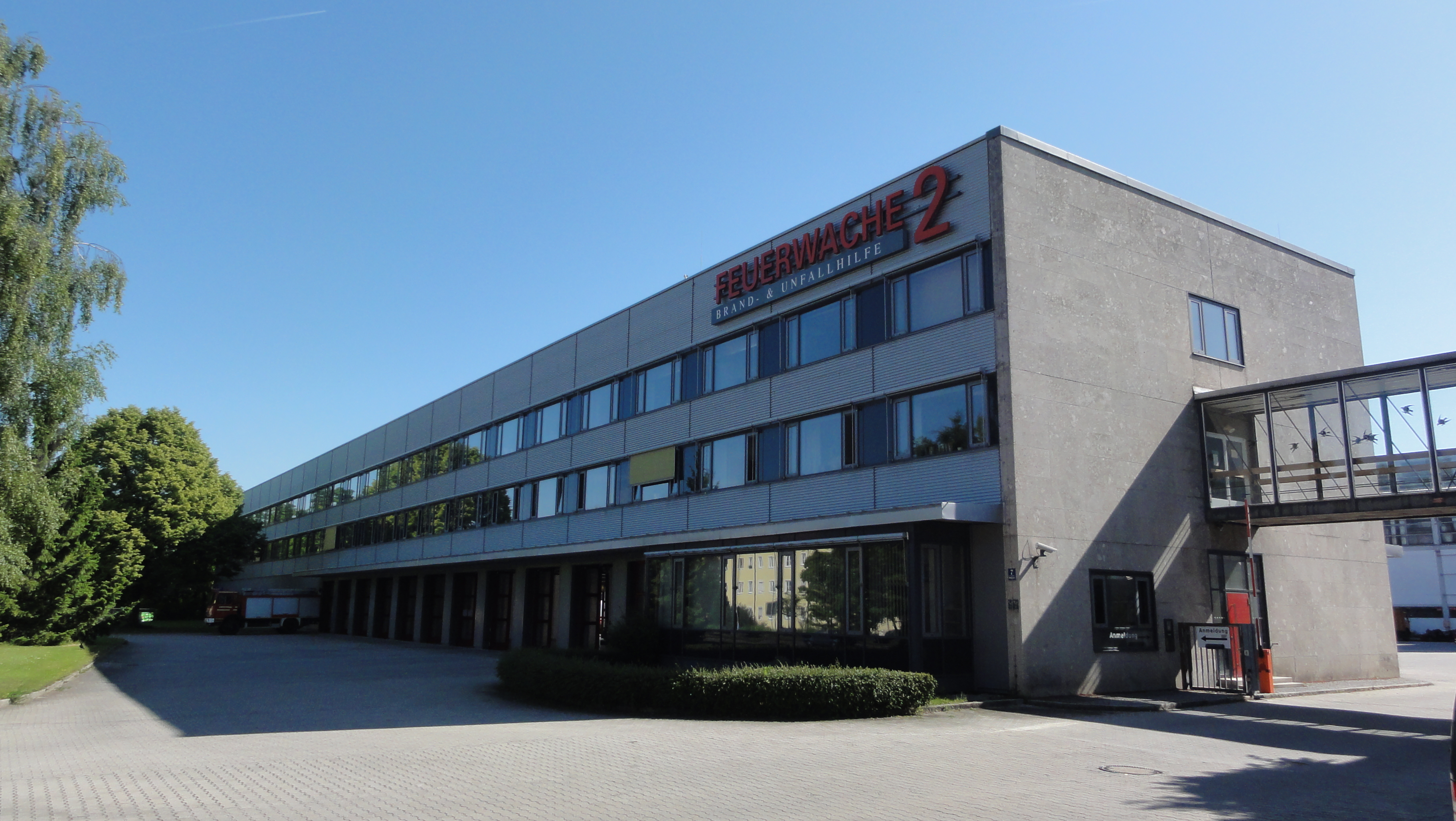
Feuerwache 2

Die Feuerwache 2 (⊙) wurde im Herbst 1967 in Betrieb genommen, nachdem die alte Feuerwache 2 an der Boschetsrieder Straße zu klein geworden war und den wachsenden Anforderungen nicht mehr gerecht werden konnte. Der Feuerwache sind eine Atemschutz- und eine Schlauchwerkstatt sowie die Feuerwehrschule angegliedert. Insbesondere die Überprüfung und Wartung von Atemschutzgeräten, Schläuchen, Sprungrettungsgeräten, Feuerwehrleinen und ABC-Schutzkleidung erfolgt durch diese Feuerwache. Die Feuerwehrschule verfügt über einen eigenen Fuhrpark, eine Übungshalle und eine Brandsimulationsanlage (gasbefeuert).
Zurzeit sind in Sendling neben einem Löschzug, ein GW A/L (Gerätewagen Atemschutz/Logistik), ein Gerätewagen Gefahrgut, ein Sonderlöschmittelfahrzeug Logistik, sowie ein Abrollkipper stationiert. Auch die Fahrzeuge der Analytischen Task Force sind hier beheimatet. Der Wache ist auch ein Notarzteinsatzfahrzeug (Florian Großhadern 76/1) zugeordnet, der allerdings nicht an der Feuerwache stationiert ist, sondern am Klinikum Großhadern.

### Feuerwache 3 – Westend

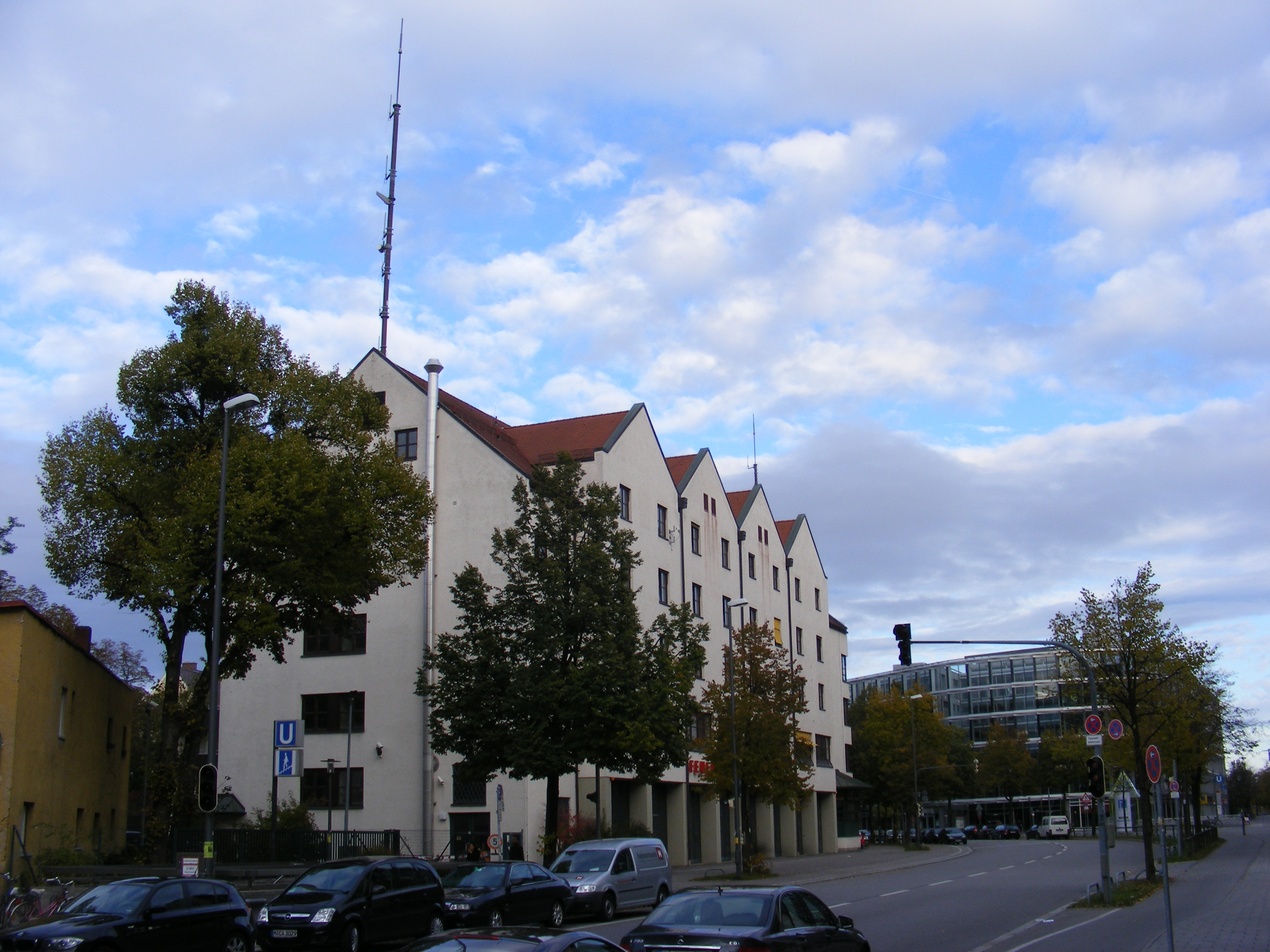
Feuerwache 3

Die Feuerwache im Westend (⊙) nahm am 28. Oktober 1983 ihren Dienst auf und ersetzte damit die alten Feuerwachen 3 und 8, die jeweils mit einer Gruppe besetzt waren, als neue Feuerwache 3, in der ein Halbzug untergebracht ist. Die Feuerwache 3 befindet sich in unmittelbarer Nähe zur Theresienhöhe und Theresienwiese und bietet räumlich die Möglichkeit, ihre Wachmannschaft jederzeit zu verstärken. Daneben verfügt diese Wache über eine große Sporthalle und einen Übungsturm sowie seit 1997 über die integrierte Leitstelle. Seitdem wird sie als Gruppenwache mit Sonderfahrzeugen geführt. Im Jahr 2017 ist die Leitstelle auf die neue FW 4 umgezogen, so dass die FW 3 langfristig weiter in Richtung Westen (Laim) „verschoben“ werden kann.
Zurzeit sind auf der Feuerwache 3 ein Halbzug (Sollstärke 1/1/10/12), bestehend aus einem Einsatzleitwagen, einer Drehleiter mit Korb 23-12, einem Hilfeleistungslöschfahrzeug 20/16 und einem Rettungswagen untergebracht. Des Weiteren ist hier ein Kleinalarmfahrzeug stationiert. Der Wache ist auch ein Notarzteinsatzfahrzeug (Florian Thalkirchen 76/1) zugeordnet, das allerdings nicht an der Feuerwache stationiert ist, sondern an der Chirurgischen Klinik München Süd (siehe unten: Notarztdienst). 2018 beschloss der Stadtrat, dass die Feuerwache 3 vom Westend nach Laim umziehen soll.

### Feuerwache 4 – Schwabing

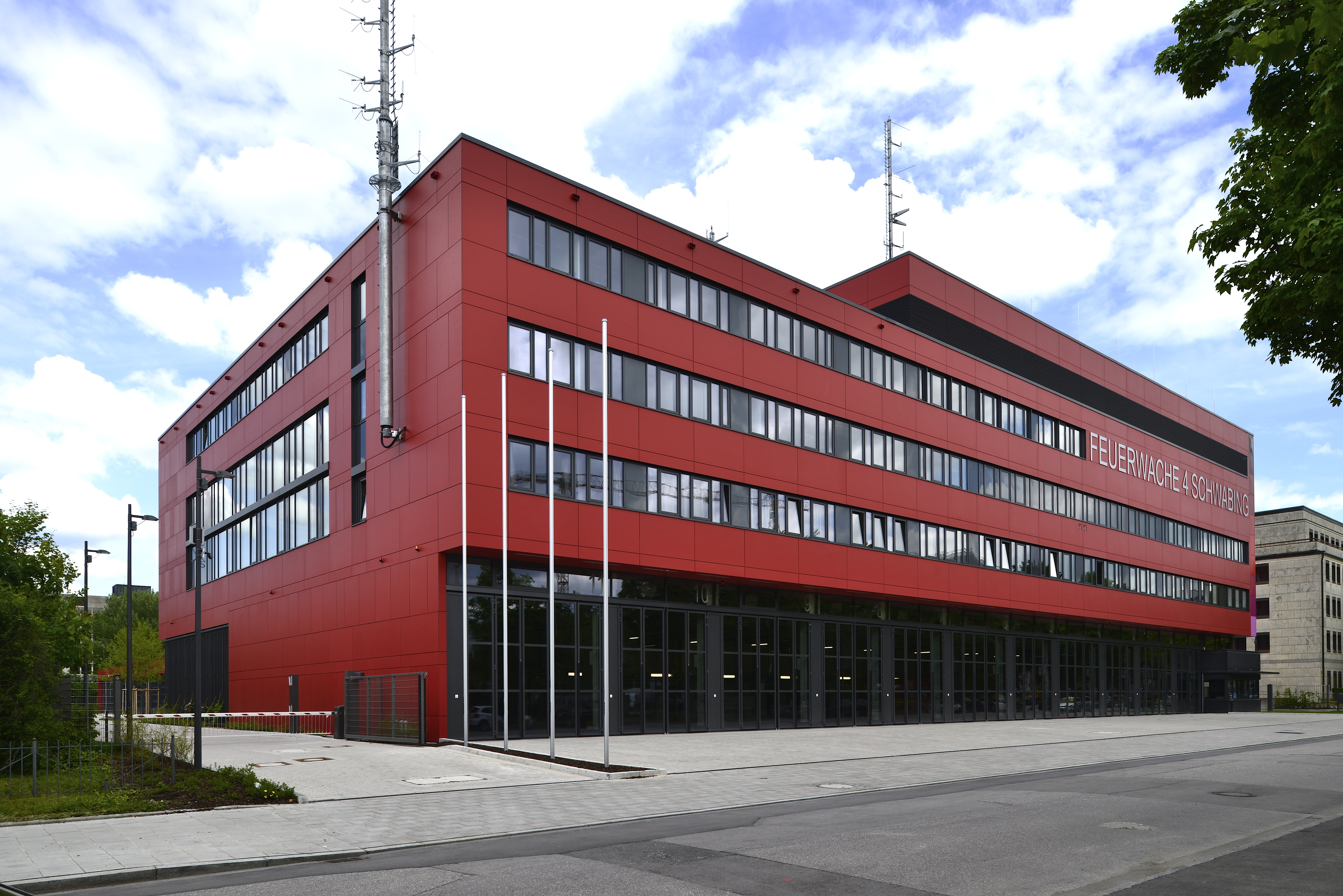
Feuerwache 4

Die Feuerwache 4 Schwabing (⊙) wurde nach zweijähriger Bauzeit im Mai 2016 in Dienst gestellt. Sie befindet sich an der Heßstraße 120, auf dem Gelände des ehemaligen Katastrophenschutzzentrums, im Münchener Stadtbezirk Schwabing-West, trägt aber weiterhin den Beinamen Schwabing. Die Baukosten für die neue Wache betrugen 85 Millionen Euro, sie wurde gemäß der „Zielplanung Feuerwachen 2020“ (siehe Abschnitt „Zukunft“) als großer Sicherheitsstützpunkt geplant und errichtet. Im Jahr 2017 ist auch die Integrierte Leitstelle von der FW 3 in das neue Gebäude gezogen. Das Einsatzgebiet umfasst die Stadtbezirke Schwabing, Maxvorstadt, Neuhausen, den Englischen Garten, Freimann und Teile des Lehels. Neben der Berufsfeuerwehr sind auf dem Gelände auch die Abteilung Stadtmitte der Freiwilligen Feuerwehr München und Einheiten des Katastrophenschutzes untergebracht. Ein Notarztwagen (Florian Schwabing 70/1), welcher am Klinikum Schwabing stationiert ist, wird ebenfalls durch die Feuerwache besetzt.
Die ehemalige Feuerwache 4 (⊙) wurde 1970 in Betrieb genommen. Das sechsstöckige Gebäude beherbergte bis 1984 auch die Kleiderwerkstatt, die jedoch aus Platzgründen nach Neuperlach verlegt wurde. Seitdem dienten die Räumlichkeiten dem vorbeugenden Brandschutz und als Dienstwohnungen der Einsatzbeamten. Auf der Feuerwache 4 stehen aktuell neben dem Löschzug, ein Katastrophen-Einsatzleitwagen, das dazugehörige Begleitfahrzeug „Kelfchen“, ein Sonderlöschmittelfahrzeug Logistik und ein KLAF.

### Feuerwache 5 – Ramersdorf

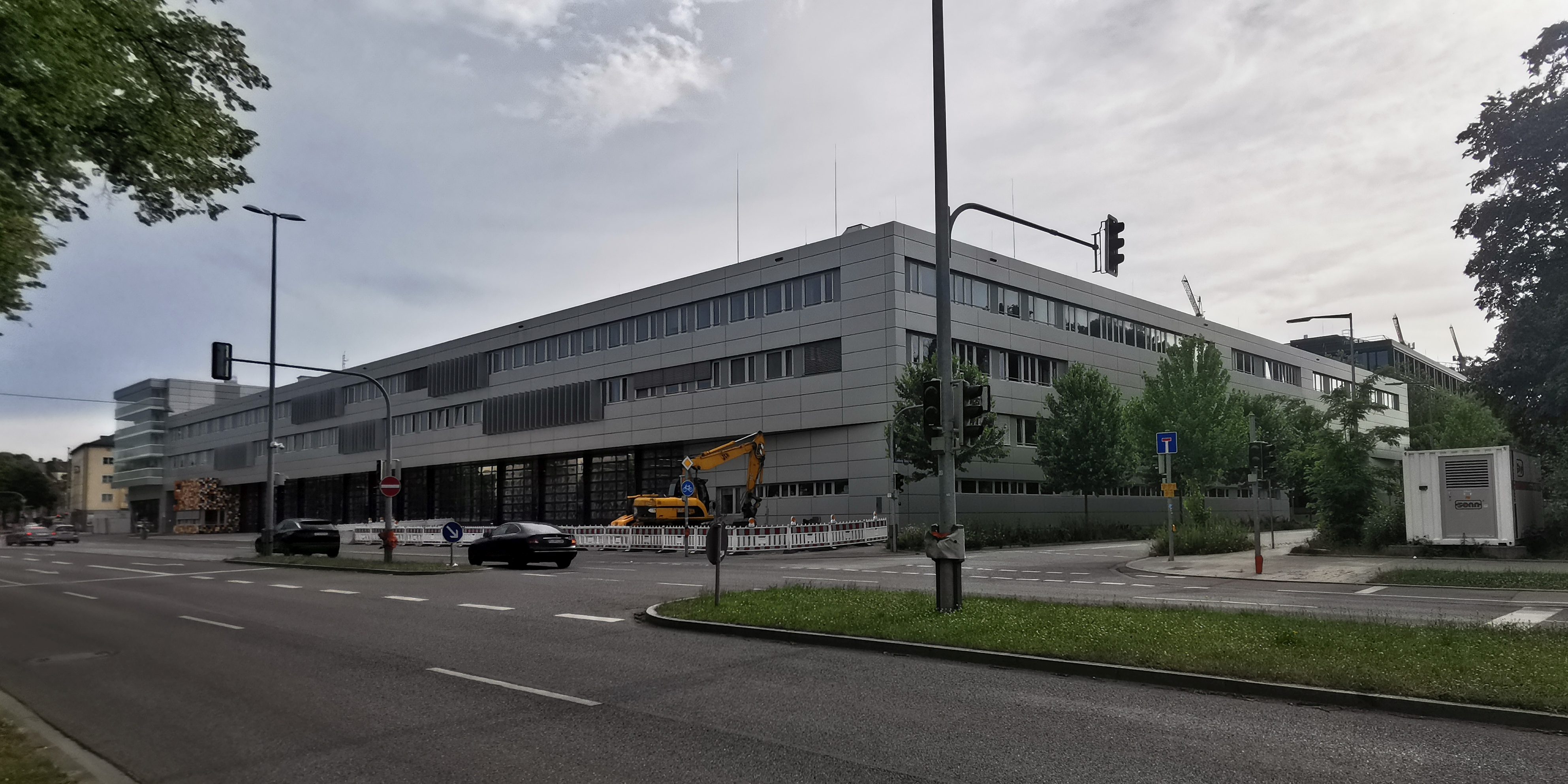
Neubau

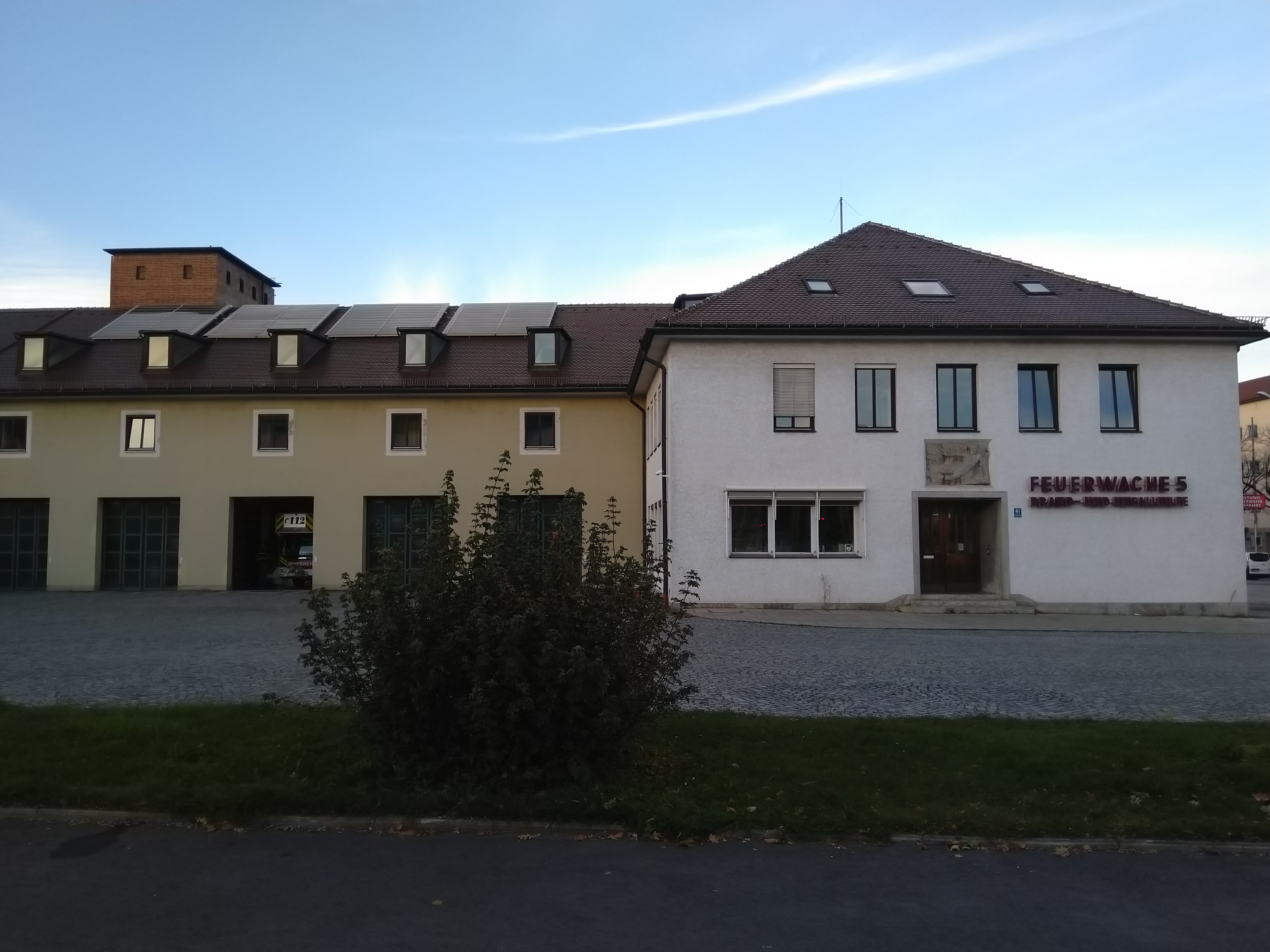
Altbau (abgerissen)

Die Feuerwache 5 (⊙) des im Osten Münchens liegenden Ramersdorf wurde im Dezember 1951 eingeweiht und zwei Jahre später um einen Erweiterungsbau ergänzt. In diesem war die Fahrzeugwerkstatt untergebracht, die inzwischen nach Neuperlach verlegt wurde. Ebenfalls im Jahr 1953 wurde ein Übungstauchbecken gebaut und 1964 wurde eine Atemschutzwerkstatt in Ramersdorf eingerichtet.
Die Feuerwache Ramersdorf ist Sitz der Abteilung Technischer Bauunterhalt und elektrische Anlagen, die Bauarbeiten an den Feuerwachen und Feuerwehrhäusern der Feuerwehr München bewerkstelligen, und der Abteilung Löschwasserversorgung. Diese kontrolliert alle öffentlichen Löschwasserentnahmestellen in München sowie trockene Löschwasserleitungen in U- und S-Bahnanlagen und größeren Bauwerken.
Sämtliche messtechnischen, medizinischen sowie Atemschutz-Ausrüstungsgegenstände die von der Feuerwehr beschafft werden, sind in Ramersdorf getestet und ausgewählt worden. Außerdem werden hier Notarzt- und Rettungswagen desinfiziert. Eine weitere Besonderheit dieser Feuerwache sind die hier stationierte Überdruck-Behandlungskammer, eine Taucherstaffel die auch über Hubschrauber zum Einsatz gebracht werden kann.
Im Rahmen der großangelegten Umstrukturierung bzw. Modernisierung der Feuerwehr München entsteht in Ramersdorf momentan (Stand 2019) ein zweites Katastrophenschutzzentrum. Am 2. Februar 2021 wurde der 1. Bauabschnitt eröffnet und die Wache wechselte ihren Standort, sodass die alte Wache abgerissen wurde und der 2. Bauabschnitt angefangen werden konnte.
Neben dem Löschzug sind in Ramersdorf außerdem auch ein Großraumrettungswagen, ein Rüstwagen, ein Gerätewagen Wasserrettung, ein Gerätewagen Atemschutz/Logistik, ein Infekt-Rettungswagen, einem WLF mit AB Dekon – Einsatzkräfte, diverse Pkw und Lkw für die angegliederten Werkstätten, sowie die Druckkammer untergebracht. Zudem sind hier auch die Kollegen mit der Desinfektorenausbildung stationiert, die auch bei bestimmten Stichworten mit alarmiert werden, sowie für Fragen rund um Hygiene und Infekterkrankungen zuständig sind. Der Wache ist auch ein Notarzteinsatzfahrzeug (Florian Ottobrunn 76/1) zugeordnet. Dies befindet sich in Ottobrunn im Feuerwehrhaus der Freiwilligen Feuerwehr.

### Feuerwache 6 – Pasing
Die Feuerwache in Pasing (⊙) wurde 1979 in Dienst gestellt. Sie umfasst neben dem Wachgebäude ein Werkstatt- und Lagergebäude. In dieser Feuerwache ist eine Abteilung für den vorbeugenden Brandschutz untergebracht, die regelmäßig Sicherheitsbegehungen durchführt und bei festgestellten Mängeln auch beratend zur Seite steht. Daneben findet in Pasing die gesamte rettungsmedizinische Aus- und Weiterbildung der Feuerwehr München statt, die die Ausbildung zum Rettungshelfer, Rettungssanitäter und Notfallsanitäter umfasst, aber auch Erste-Hilfe-Kurse und Ausbildungen am automatisierten externen Defibrillator werden angeboten. Hier arbeitet die Feuerwache auch eng mit der Ludwig-Maximilians-Universität München in der Fortbildung von Medizinstudenten, Notärzten und anderen Rettungsdienstmitarbeitern zusammen. Weiterhin finden sich in Pasing eine der drei Atemschutzwerkstätten, als auch das Sondergerätelager (Lager für Hilfsmittel im Katastrophenfall). Letzteres hält vor allem Feldbetten, Sandsäcke, Pumpen, Lebensmittelbehälter und weiteres Material vor, die in kürzester Zeit zum Einsatz gebracht werden können.

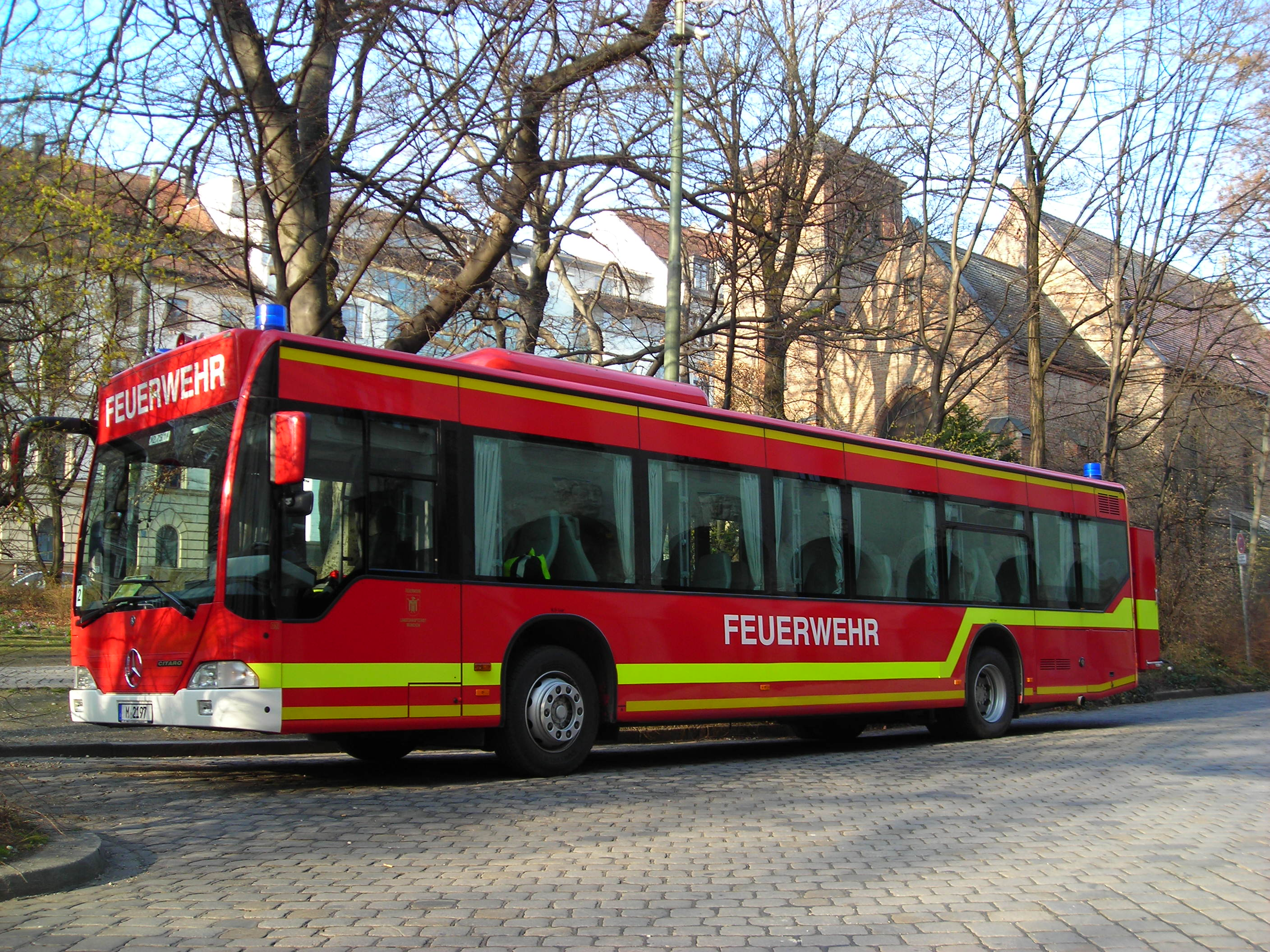
Großraumrettungswagen (GRTW) München

Entsprechend finden sich in Pasing neben den „klassischen“ Feuerwehrfahrzeugen des Löschzuges vor allem diverse Transport-Lkw, wie z. B. zwei Wechselladerfahrzeuge (eines davon mit Kran), sowie Gabelstapler, Radlader und Feuerwehrkran KW 70.
Des Weiteren sind hier ein Rüstwagen, ein Gerätewagen Atemschutz/Logistik, ein Großraumrettungswagen, ein Gerätewagen Wasserrettung für die Tauchereinheit, sowie ein Sonderlöschmittelfahrzeug Logistik und ein Gerätewagen Großlüfter stationiert.
Ergänzt wird der Fuhrpark durch ein Kleinalarmfahrzeug und das Notarzteinsatzfahrzeug (Florian Pasing 76/1) der Wache, welches am Krankenhaus Pasing steht. Die Feuerwache 6 hält zudem einen Intensivinkubator zur Verlegung von Neugeborenen mittels RTW vor. Ferner findet auf der Feuerwache 6 die Ausbildung zum Feuerwehrtaucher und Feuerwehrlehrtaucher statt.

### Feuerwache 7 – Milbertshofen

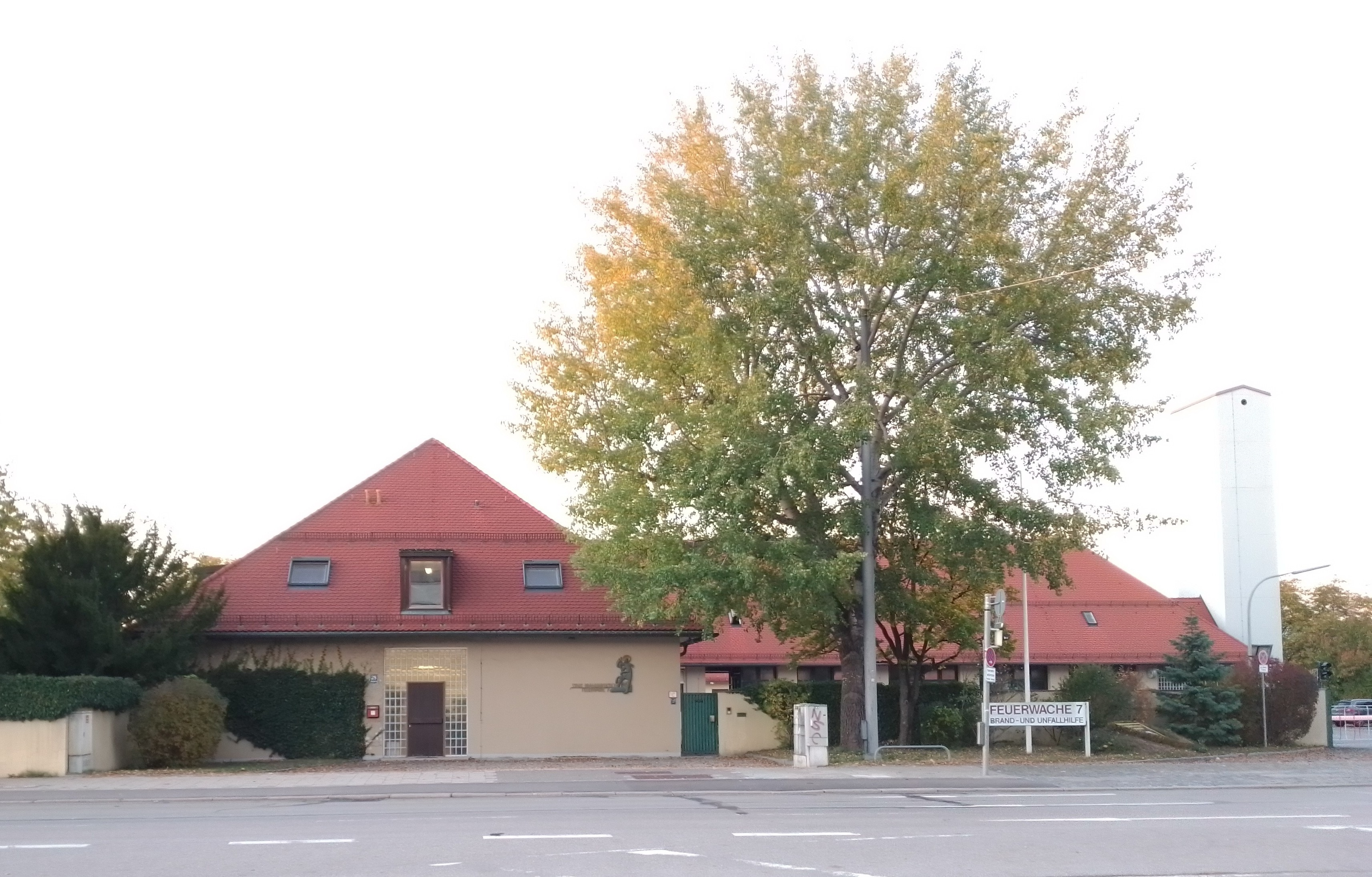
Feuerwache 7

Die Feuerwache 7 (⊙) wurde im Dezember 1960 als Gruppenwache bezogen und im Jahr 1964 zur Zugwache erweitert. Damals wurde auch ein Werkstatttrakt eingerichtet, in welchem die Zentralschreinerei untergebracht ist. Diese fertigt Möbel und Einrichtungsgegenstände für die Berufsfeuerwehr und wird sowohl von Beamten des Wachdienstes, als auch anderen Mitarbeitern besetzt.
An der Feuerwache Milbertshofen ist ein Löschzug, ein Gerätewagen-Gefahrgut (GW-G) und ein Gerätewagen Atemschutz/Logistik (GW-A/L) stationiert. Zudem beheimatet die Wache ein Notarzteinsatzfahrzeug (Florian Milbertshofen 76/1) und besetzt einen Notarztwagen (Florian Nymphenburg 70/1) mit dem Standort „Klinikum Dritter Orden“. Die Feuerwache 7 beherbergt außerdem eine rund um die Uhr mit einem RTW (Sama Milbertshofen 71/1) besetzte Rettungswache des Arbeiter-Samariter-Bundes.

### Feuerwache 8 – Föhring
Die Feuerwache 8 (⊙) nimmt eine Sonderstellung unter den Münchener Feuerwachen ein. Sie wurde 1995 auf einem stadteigenen Grundstück außerhalb der Stadtgrenzen errichtet, um so die angrenzenden Stadtbezirke und besonders auch ein benachbartes Heizkraftwerk schützen zu können. Die Feuerwache 8 ist als Halbzugwache ausgelegt, die auch über einen Übungsturm und einen Sportplatz verfügt. Außerdem ist in dieser Wache die Höhenrettungsgruppe stationiert.
Gegenwärtig ist in der Feuerwache 8 ein Halbzug (Sollstärke 1/1/8/10) bestehend aus einem ELW, einem HLF 20/16 und einer DLK 23/12 untergebracht, sowie ein Kleinalarmfahrzeug (Klaf) und der Gerätewagen Höhenrettung. Zudem ist das Notarzteinsatzfahrzeug (Florian Unterföhring 76/1) der Wache 8 stationiert.
Ein Rettungswagen (Rettung Unterföhring 71/1) der Firma MKT ist zudem rund um die Uhr an der FW 8 im Dienst.

### Feuerwache 9 – Neuperlach

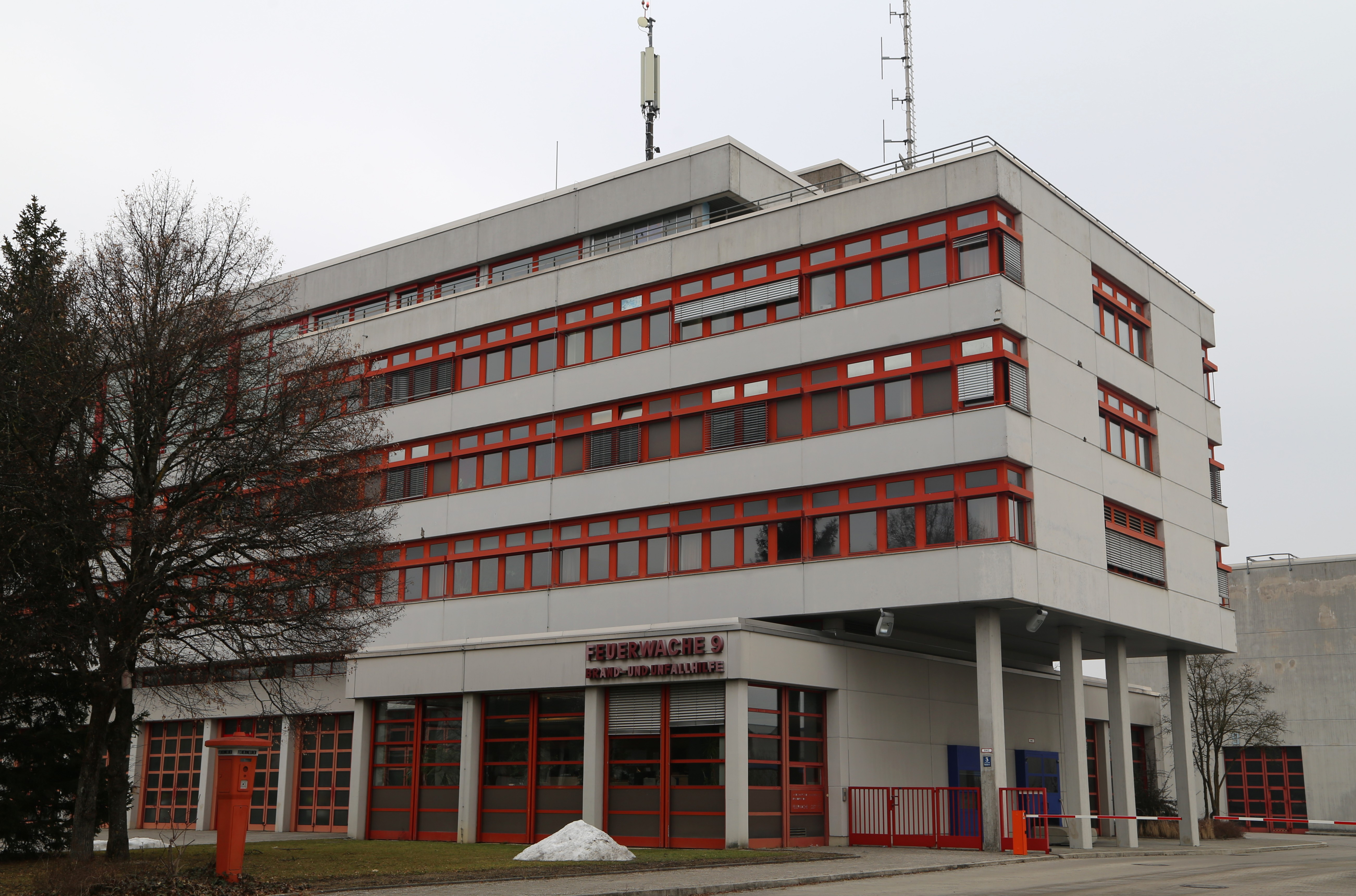
Feuerwache 9 – Neuperlach

Die Feuerwache Neuperlach (⊙) übernimmt seit 1975 den Brandschutz in dem im Südosten Münchens liegenden Stadtteil Neuperlach. Sie beherbergt eine eigenständige Reparaturwerkstatt, die die Fahrzeuge der Berufs- und der Freiwilligen Feuerwehr instand hält, wartet und repariert. Daneben befindet sich in Neuperlach auch eine Kleiderwerkstatt, in der die persönliche Schutzausrüstung des Einsatzpersonals gelagert, geflickt, gewaschen und ausgegeben wird. Auch eine Abteilung des vorbeugenden Brandschutzes ist in Neuperlach vertreten.
Zurzeit verfügt die Feuerwache 9 über einen Halbzug bestehend aus einem Einsatzleitwagen, einem Hilfeleistungslöschgruppenfahrzeuge 20/16, einer Drehleiter mit Korb 23-12. Des Weiteren befinden sich hier ein Kleinalarmfahrzeug und ein Rettungswagen. Als Sonderfahrzeuge sind zudem ein Feuerwehrkran 50 t, ein Gerätewagen Großlüfter eine Hubrettungsbühne 53 und zwei Wechselladerfahrzeuge in Neuperlach untergebracht. Das Notarzteinsatzfahrzeug (Florian Neuperlach 76/1) steht seit Anfang des Jahres 2010 fest auf der Feuerwache 9.

### Feuerwache 10 – Riem

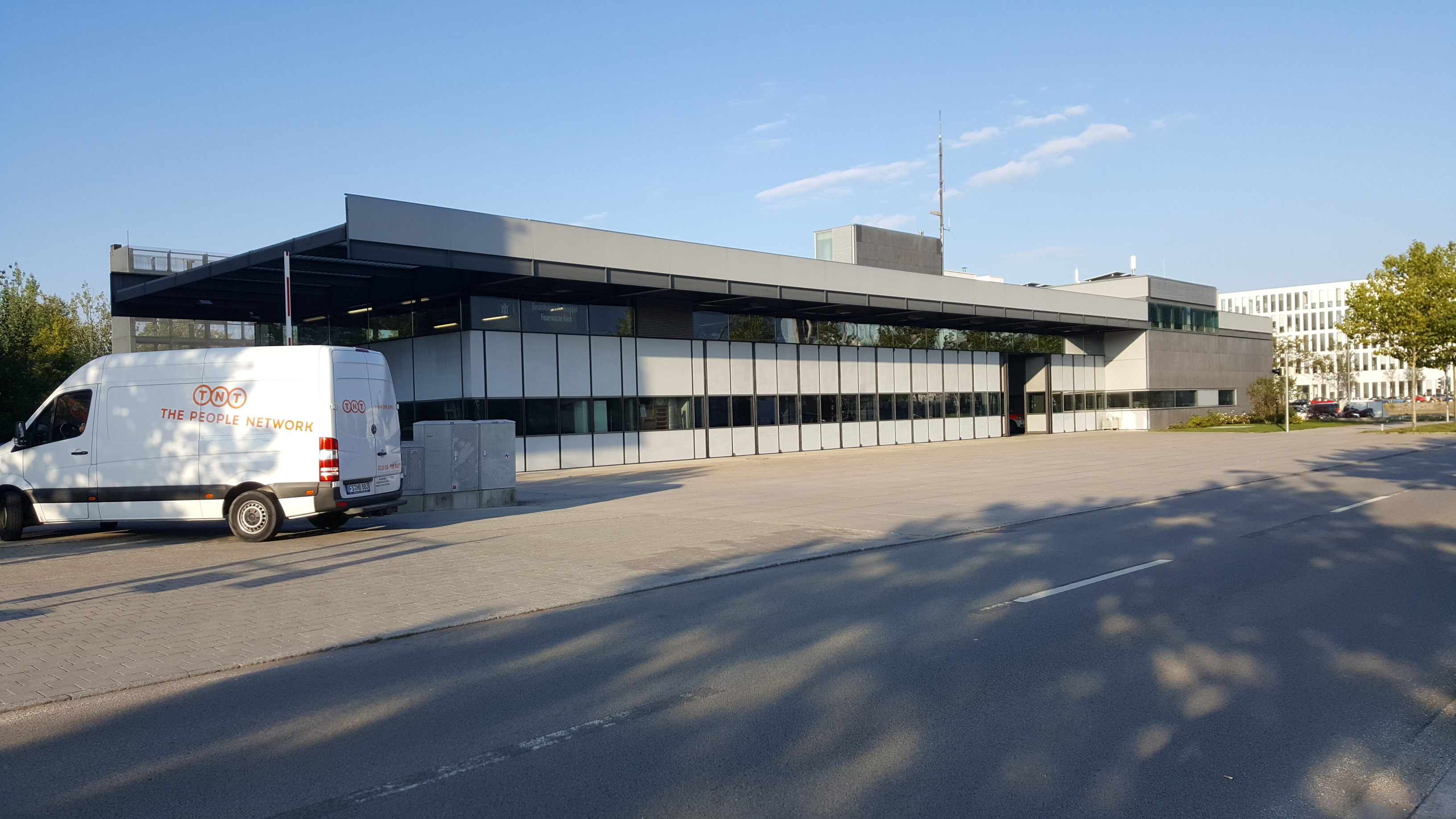
Feuerwache 10 – Riem

Auf dem Gelände des ehemaligen Flughafens München-Riem befindet sich seit März 1998 die Feuerwache 10 (⊙). Diese wurde durch die neue Messe und die angrenzende Messestadt Riem erforderlich. Sie verfügt insbesondere auch über einen Übungshof und einen Steigerturm. Auch eine Werkstatt für Motorsägen und Feuerlöscher ist hier vorhanden, die unter anderem die vorgeschriebenen zweijährlichen Überprüfungen durchführt.
In der Feuerwache 10 sind zurzeit ein Halbzug (ELW, HLF, DLK) sowie ein Sonderlöschmittelfahrzeug (SLF), ein Rettungswagen und ein Notarzteinsatzfahrzeug (Florian Riem 76/1) stationiert. Bei Messebetrieb wird diese Wache um einen Einsatzleitwagen und ein weiteres Hilfeleistungslöschfahrzeug verstärkt.

### Zukunft
Die teilweise aus den 1970er Jahren stammenden Feuerwachen und Feuerwehrhäuser sollen im Zuge eines weitreichenden Renovierungsprogrammes überholt werden. Auch die im Mai 2016 in Betrieb genommene Feuerwache 4 wurde unter diesem Programm bewerkstelligt (siehe auch Feuerwache 4; unten). Aufgrund der schnell wachsenden Gebiete im Münchner Westen und der ungünstigen Lage mehrerer Wachen wird es in München zur Verlegung bzw. dem Neubau von insgesamt fünf Feuerwachen kommen. Der Stadtrat gab im Jahr 2018 eine Erhöhung der Berufsfeuerwehrwachenanzahl bekannt. Die Wache 7 in Milbertshofen soll in eine in Feldmoching und eine in Freimann aufgeteilt werden. Ebenso soll die Wache 6 in Pasing in eine Wache in Freiham und eine in Allach aufgeteilt werden.

## Freiwillige Feuerwehr
Die Freiwillige Feuerwehr nimmt in München eine Unterstützungsfunktion gegenüber der Berufsfeuerwehr ein. So ist sie im Brandschutz, in der technischen Hilfeleistung und besonders auch im erweiterten Katastrophenschutz angesiedelt. Grundsätzlich wird sie bei allen Einsätzen mit Personenschaden hinzu gerufen. Sie ist in 21 Einsatz-Abteilungen gegliedert, welche in den Gebieten Mitte, Nord, Ost, Süd und West stationiert sind. Als Sondereinheiten betreibt sie die IuK-Gruppe, die Flughelferstaffel, den ABC-Zug, den Verpflegungszug, sowie die Verkehrssicherungsanhänger der Feuerwehr München.
Die Freiwillige Feuerwehr ist der Branddirektion angegliedert. Dem Leiter der Berufsfeuerwehr bzw. der Branddirektion (Oberbranddirektor) steht der Stadtbrandrat (Kommandant) zur Seite, der wiederum von zwei Stadtbrandinspektoren und den fünf Gebietsführern unterstützt wird. Ihr Kommando (Stadtbrandinspektion) ist in der Feuerwache 4 (Schwabing) beheimatet. Die Freiwillige Feuerwehr München wurde im Jahr 1866 infolge eines schweren Brandes mit Todesopfer gegründet. Sie konnte dabei auf ein Feuerwehrhaus, das bereits 1794 errichtet und von verpflichteten Handwerkern und städtischen Arbeitern zu Brandschutzaufgaben verwendet wurde, zurückgreifen. Im Dezember 1870 wurden weitere Freiwillige Feuerwehren im heutigen Ausrückebereich der Abteilung Stadtmitte eingegliedert. In den 1890er Jahren wurden weitere Ortschaften in das Stadtgebiet München aufgenommen, deren Feuerwehren wurden in die Freiwillige Feuerwehr München eingegliedert.

### Gebiet Mitte

#### Abteilung Stadtmitte

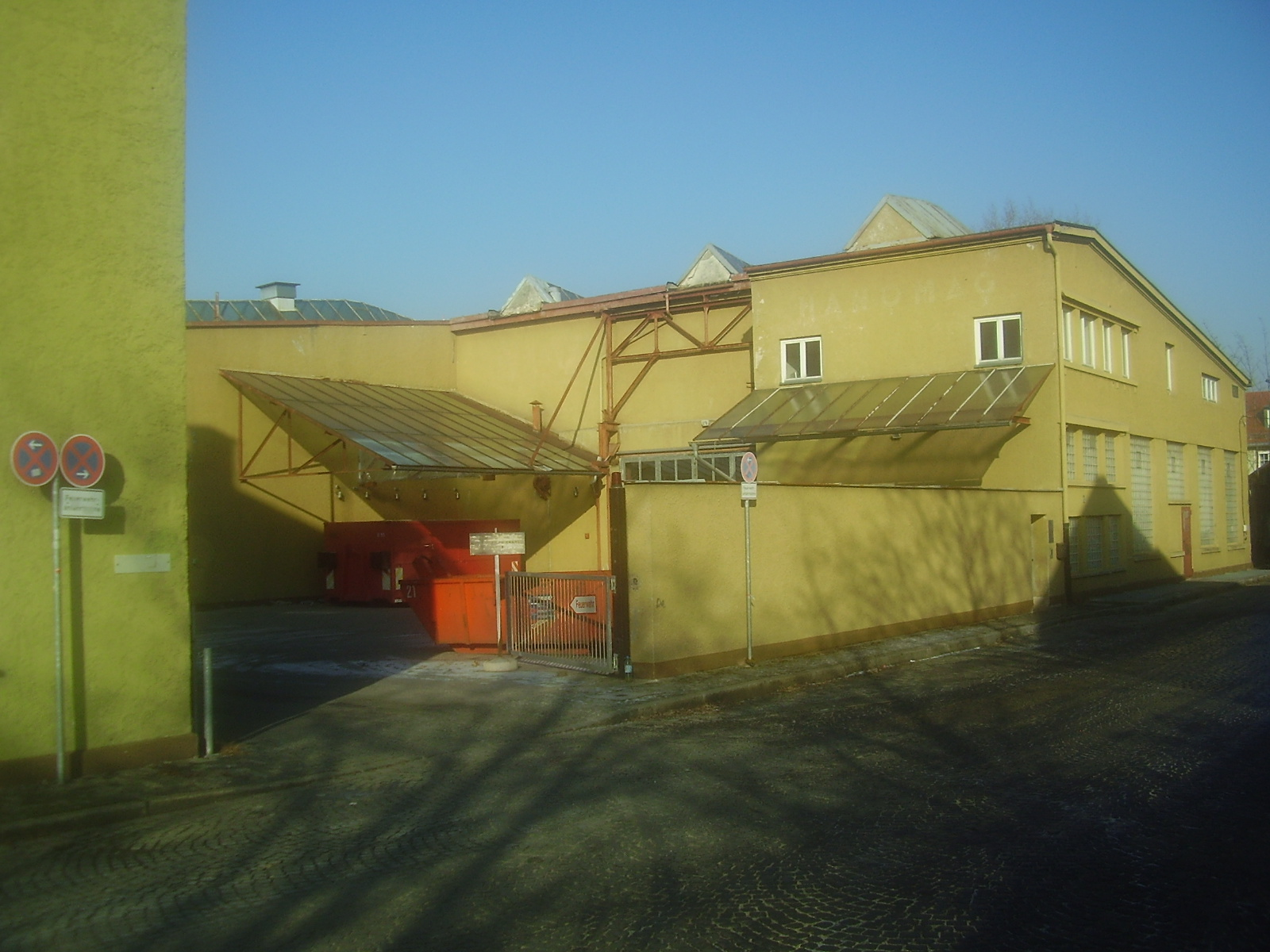
Ehemaliges Feuerwehrhaus Abt. Stadtmitte (ehem. Polizeifahrschule)

Die Abteilung Stadtmitte (⊙) wurde im Jahr 1970 neu als Löschgruppe Mitte gegründet, obgleich auch zuvor schon Feuerwehreinheiten in der Stadtmitte existierten(siehe Geschichte; oben). Sie wurde in der Mitte des Jahres 1971 in den Alarmierungsplan der Berufsfeuerwehr aufgenommen und konnte telefonisch gerufen werden, um dann mit ihren beiden Fahrzeugen auszurücken. Die im darauf folgenden Jahr schon auf über 50 Mann angewachsene Truppe wurde zunehmend mit Funkmeldeempfängern ausgestattet und erhielt ein weiteres Einsatzfahrzeug. Auch bei den Olympischen Sommerspielen 1972 beteiligt sie sich an der ständigen Wache.
Seit Mai 2016 ist sie gemeinsam mit der Feuerwache 4, der integrierten Leitstelle, dem Kommando der FF München und der Flughelferstaffel (siehe unten) wieder auf dem Gelände des ehemaligen Katastrophenschutzzentrums in die Heßstraße, nun in einem Neubau untergebracht.
Seit 1984 übernimmt die auf über 100 Mitglieder angewachsene Abteilung den (ersten) ABC-Zug der Stadt München.

Die Abteilung untersteht direkt der Stadtbrandinspektion der Freiwilligen Feuerwehr, ihr Einsatzbereich deckt hauptsächlich das Gebiet innerhalb des Mittleren Rings ab. Da in diesem Bereich auch alle Feuerwachen bis auf die FW 6, 8 bis 10 liegen wird sie i. A. erst beim Einsatz eines zweiten Löschzuges (2. Abmarsch) alarmiert (siehe hierzu auch Ausrückeordnung).
Zurzeit verfügt die Abteilung Stadtmitte über vier Hilfeleistungslöschgruppenfahrzeuge 20/16, einen Gerätewagen Atem- und Strahlenschutz, einen ABC-Erkundungskraftwagen, ein Dekontaminationslastkraftwagen Personen, ein Wechselladerfahrzeug (WLF) mit zwei Containern (Dekontamination Zivilpersonen, Wasserfördersystem). Als Anhänger stehen ein E-Saugeranhänger (Industrie Wasser-Staubsauger), ein Lichtmastanhänger und Dekon-V-Anhänger bereit. Ein Mehrzweckfahrzeug (MZF) ergänzt den Fahrzeugbestand. Ebenfalls befinden sich hier zwei ELW der Flughelfereinheit der FF München.
Am 21. Mai 2016 hat die Abteilung Stadtmitte ihr neues Feuerwehrhaus in der Heßstraße 120 bezogen. Dieses liegt im Rückgebäude der Feuerwache 4 (Schwabing) und ist eine Besonderheit, da Berufsfeuerwehr und Freiwillige Feuerwehr erstmals zusammen in einem Gebäude stationiert sind.

#### Sondereinheit Flughelfer
Die Einheit der Flughelfer hilft bei Waldbrandbekämpfung aus der Luft, Tierrettungseinsätze bis hin zu Hochwassereinsätzen, bei denen Sandsäcke mittels Hubschrauber in unzugängliche Gebiete gebracht werden. Darüber hinaus zählen das Einrichten und Betreiben von Hubschrauberlandeplätzen innerhalb der Stadt bei Großschadensereignissen zu ihrem Verantwortungsbereich. Zum Einsatzgebiet zählen das Stadtgebiet München. Bei Großschadenslagen oder besonderen Ereignissen kann die Abteilung auch in ganz Bayern eingesetzt werden.
Derzeit verfügt die Abteilung Flughelfer über zwei Einsatzleitwagen (ELW) und zwei Löschbehälteranhänger, einen Anhänger Semat F 5000 sowie einen Anhänger Semat F 900.

### Gebiet Nord

#### Abteilung Feldmoching
Die Abteilung Feldmoching verfügt über ein Hilfeleistungslöschfahrzeug 20/16, ein LF 16/12 und ein TLF 16/25. Ihr Feuerwehrhaus ist im Rathaus Feldmoching (⊙) an der Ecke Feldmochinger Straße / Josef-Frankl-Straße im Ortskern Feldmochings, integriert.

#### Abteilung Harthof

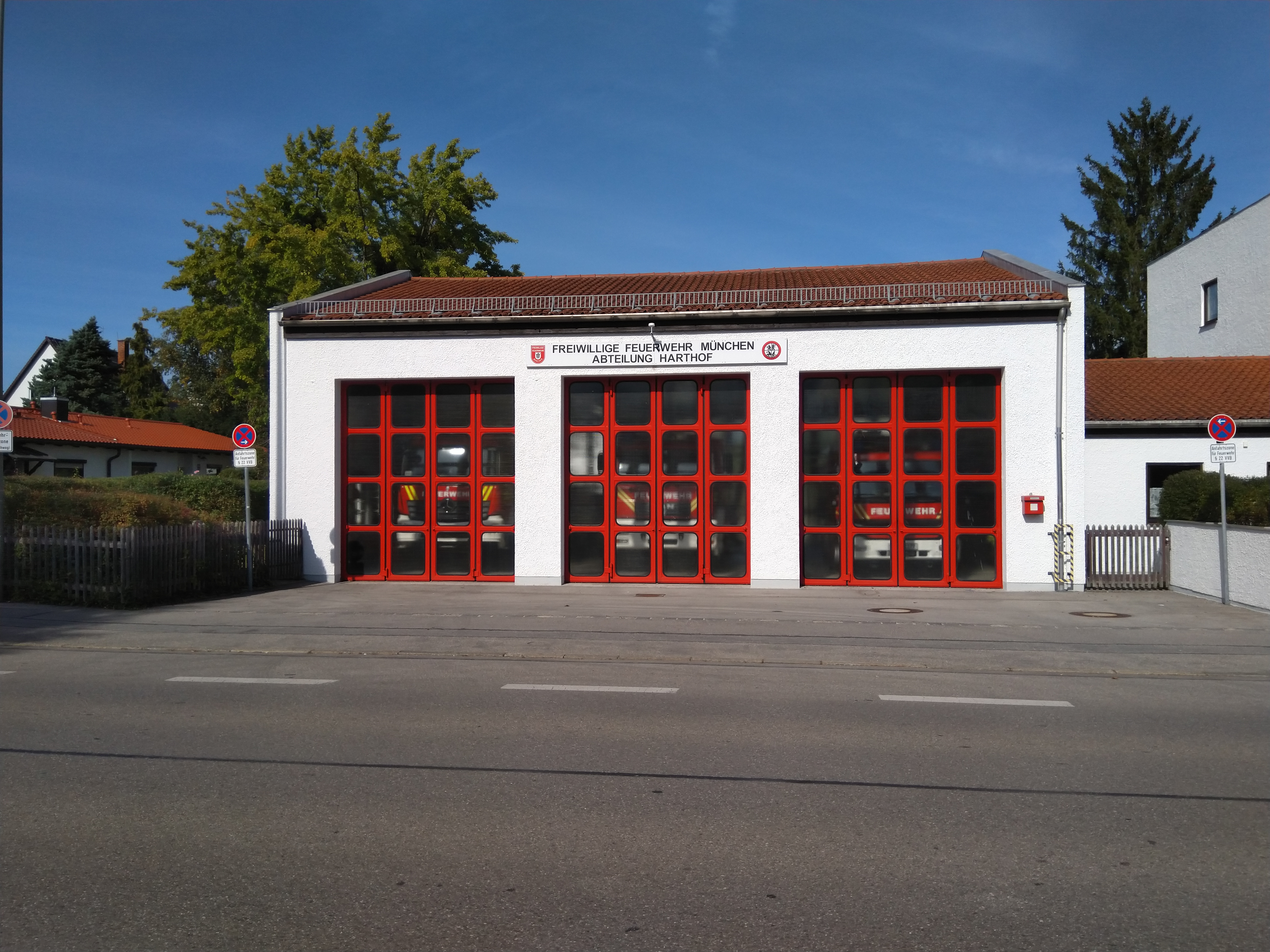
Feuerwehrhaus in Harthof

Der exakte Zeitpunkt der Gründung der ehemaligen Freiwilligen Feuerwehr Harthof lässt sich nicht mehr rekonstruieren, wird aber auf das Jahr 1922 datiert. Erst nach dem Zweiten Weltkrieg, der die Struktur der Feuerwehr München zerstörte, führte im Januar 1948 zu einer Neugründung als Löschgruppe Harthof der Feuerwehr München. Diese war zur Unterstützung des Löschzugs in Feldmoching geplant, die im Jahr 1950 dann auch ihr Feuerwehrhaus erhielt. Ein Jahr später wurde durch die Branddirektion München einem Antrag auf Eigenständigkeit der Löschgruppe stattgegeben. In den Folgejahren wurde die Löschgruppe Harthof weiter ausgebildet und ausgebaut, bis sie 1979 dann als Abteilung anerkannt wurde und ihr heutiges Feuerwehrhaus (⊙) erhielt.
Heute rückt die Abteilung Harthof auf einem Hilfeleistungslöschgruppenfahrzeug 20/16, einem Löschgruppenfahrzeug 16/12 und einem MZF aus und kann bei Bedarf einen E-Sauger-Anhänger anhängen.

#### Abteilung Freimann
Die über 35 Männer und Frauen zählende Abteilung Freimann (⊙) wurde im Mai 1870 als selbstständige Feuerwehr gegründet und später in die Freiwillige Feuerwehr München eingegliedert. Heute leisten die Kameraden jährlich etwa 200 Einsätze, womit die Abteilung eine der am häufigsten alarmierten bei der Freiwilligen Feuerwehr München ist. Zu ihrem Einsatzgebiet gehören unter anderem ein großes Industriegebiet, die Allianz Arena, ein großes Autobahnteilstück und die U-Bahn. Seit 1995 wird sich bei entsprechender Indikation zeitgleich mit der Berufsfeuerwehr alarmiert. Am 19. Juli 2017 ereignete sich ein Brand im Feuerwehrhaus in Freimann. Hierbei entstand ein Schaden in Millionenhöhe an Ausrüstung und Fahrzeugen. Seit dem 9. September 2022 befindet sich die Feuerwehr am Ausweichstandort an der Freisinger Landstraße. Währenddessen entsteht am alten Standort in der Heinrich-Groh-Straße der Neubau. Derzeit besteht der Fuhrpark aus einem Hilfeleistungslöschgruppenfahrzeug 20/16 einem Löschgruppenfahrzeug 16/12, einem Mehrzweckfahrzeug (Feuerwehr) und einem Verkehrssicherungsanhänger.

#### Abteilung Oberföhring
Die Freiwillige Feuerwehr Oberföhring wurde im Januar 1870 gegründet und im Jahr 1907 mit den Nachbarwehren aus Daglfing, Unterföhring und Ismaning zusammengefasst. Als Oberföhring 1913 in das Stadtgebiet München eingemeindet wurde, wurde die Oberföhringer Feuerwehr als Abteilung 10 in die Feuerwehr München aufgenommen. Ihr erstes motorisiertes Löschfahrzeug und damit die Ebenbürtigkeit mit den anderen Feuerwehreinheiten in München erreichte die Abteilung Oberföhring aber erst 1932. Zur Zeit des Nationalsozialismus wurden die Mitglieder der Freiwilligen Feuerwehr in die Feuerschutzhilfspolizei eingegliedert oder von der Wehrmacht eingezogen, was das vorläufige Ende dieser Abteilung bedeutete. Der Wiederaufbau dieser Feuerwehreinheit erfolgte unmittelbar nach dem Ende des Zweiten Weltkrieges, noch während der Besatzungszeit.
Nach der Übernahme des Katastrophenschutzes erfolgte in München eine Umstrukturierung der Feuerwehr, so dass die Abteilung Oberföhring seitdem gemeinsam mit den Abteilungen Riem und Trudering die Feuerwehrbereitschaft im Bereich Ost bildete. Im Jahr 1979 erhielt die Abteilung Oberföhring ein neues Feuerwehrhaus, in dessen Fahrzeughalle drei Löschfahrzeuge untergebracht werden können.
Nach einer Organisationsänderung innerhalb der Freiwilligen Feuerwehr München ist die Abteilung Oberföhring seit dem Jahr 2004 dem Bereich Nord zugeordnet.
Der Abteilung Oberföhring gehören zwei Feuerwehrhäuser an. Eines davon in Oberföhring (⊙), in welchem ein Hilfeleistungslöschfahrzeug 20/16 (OF 40-1), ein Gerätewagen-Logistik (OF 56-1) und ein Mehrzweckfahrzeug (OF 11-1) untergebracht sind. Das andere Feuerwehrhaus befindet sich in Englschalking (⊙), in welchem ein weiteres Hilfeleistungslöschfahrzeug 20/16 (OF 40-2) und einem LF 20 KatS (OF 41-1) stationiert ist.

### Gebiet Ost

#### Abteilung Riem
Das Königliche Bezirksamt München-Land erteilte 1874 an sämtliche Gemeinden den Auftrag, Freiwillige Feuerwehren zu gründen. Daraufhin berief der damalige Ortsvorsteher der Gemeinde Dornach-Riem am 22. November eine Gründungsversammlung im Gasthof Alter Wirt in Riem. Alle Bürger und Bauern der 398 Einwohner großen Gemeinde waren aufgerufen, eine Freiwillige Feuerwehr zu gründen. Spontan erklärten sich 46 Männer dazu bereit. 1937 Der Ortsteil Riem der Gemeinde Dornach-Riem wurde von der Stadt München eingemeindet. München erhielt dadurch einen Bevölkerungszuwachs von ca. 1000 Einwohnern und einen Flächenzuwachs von 657,29 ha. Nach rund 62 Jahren Gemeinsamkeit und guter Nachbarschaft trennten sich nun die Wege der Freiwilligen Feuerwehr Dornach-Riem. Der im Ortsteil Riem bestehende Zug der Freiwilligen Feuerwehr wurde als Halblöschzug Nr. 19 der Freiwilligen Feuerwehr München zugeteilt und mit einem Saurer-Löschfahrzeug ausgestattet.
Die Abteilung Riem (⊙) besitzt zurzeit ein HLF 20/16, ein Löschgruppenfahrzeug LF 16/12 sowie ein Mannschaftstransportfahrzeug (MTF).

#### Abteilung Trudering

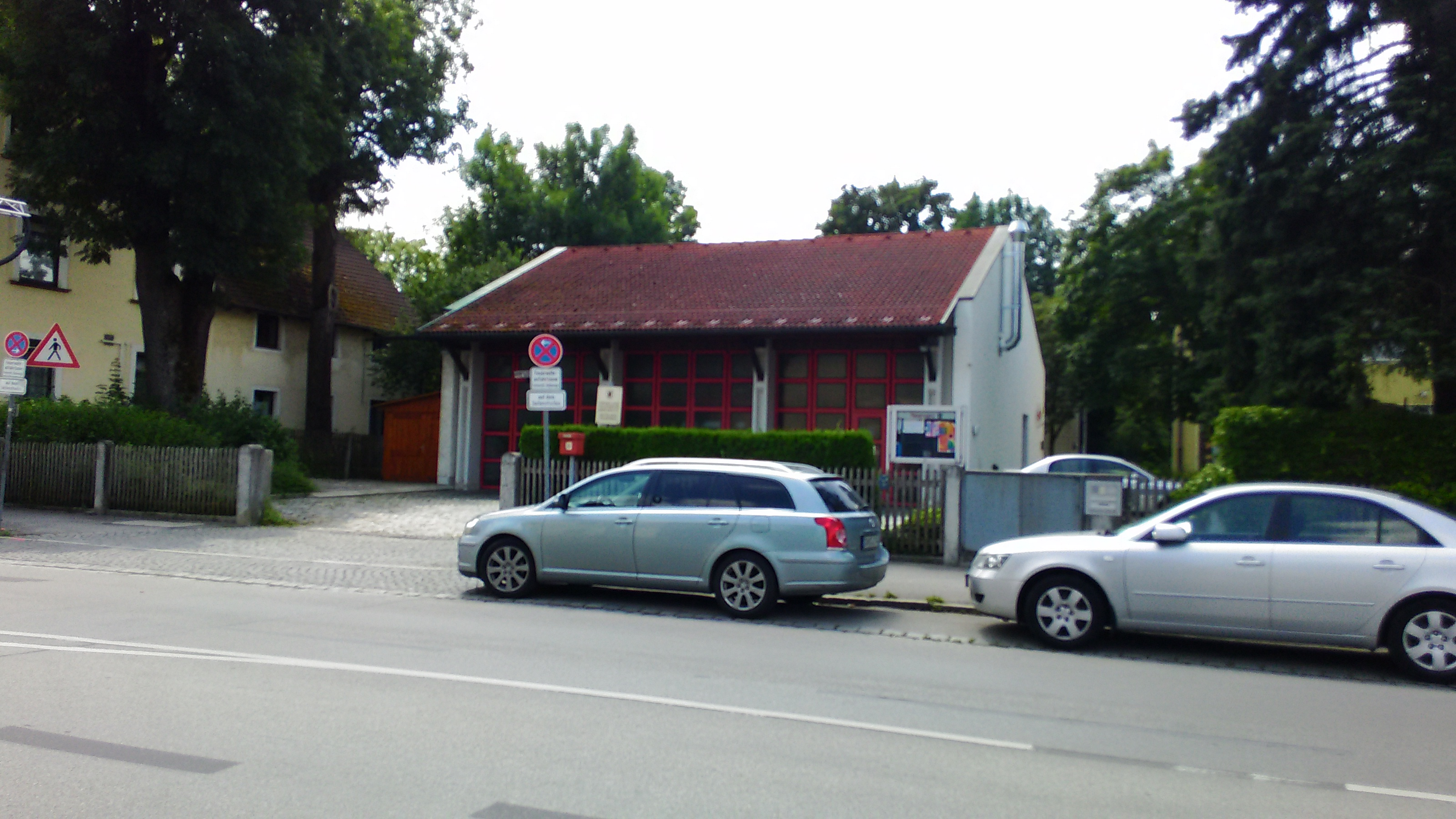
Freiwillige Feuerwehr München, Abteilung Trudering

In Trudering wurde 1874 die Freiwillige Feuerwehr gegründet und im Jahr 1919 nach dem Ersten Weltkrieg wieder aufgebaut. Zu dieser Zeit gründeten sich auch in den Ortsteilen Waldtrudering und Michaeliburg Löschgruppen, die die Feuerwehr Trudering unterstützen konnten. Bereits 1925 erhielt die Feuerwehr eine Alarmsirene, mit der die Feuerwehrmänner bei Einsätzen alarmiert werden konnten. Ein großer Teil der Kameraden fielen dem Zweiten Weltkrieg zum Opfer, die Einsatzfahrzeuge wurden beim Einmarsch der Amerikaner zerstört. Dennoch wurde die Feuerwehr im Jahr 1945 wieder aufgebaut, so dass sie wieder für die Sicherheit in ihrem Ausrückebereich sorgen konnte. Auch bei den Olympischen Sommerspielen 1972 wurden der Abteilung Trudering wichtige Aufgaben übertragen. Im Jahr 1982 konnte ein neues Feuerwehrhaus (⊙) bezogen werden, so dass die bisher getrennt untergebrachten Fahrzeuge nun an einem Ort verfügbar waren.
Heute verfügt die Abteilung Trudering über ein HLF 20/16, ein Löschgruppenfahrzeug 16/12, einen Schlauchwagen 2000 mit Truppbesatzung sowie seit 2015 einem Mehrzweckfahrzeug zum Transport von Gerätschaften und Personal. Zurzeit befinden sich 30 Feuerwehrdienstleistende, darunter auch 4 Frauen, in der Abteilung Trudering.

#### Abteilung Michaeliburg

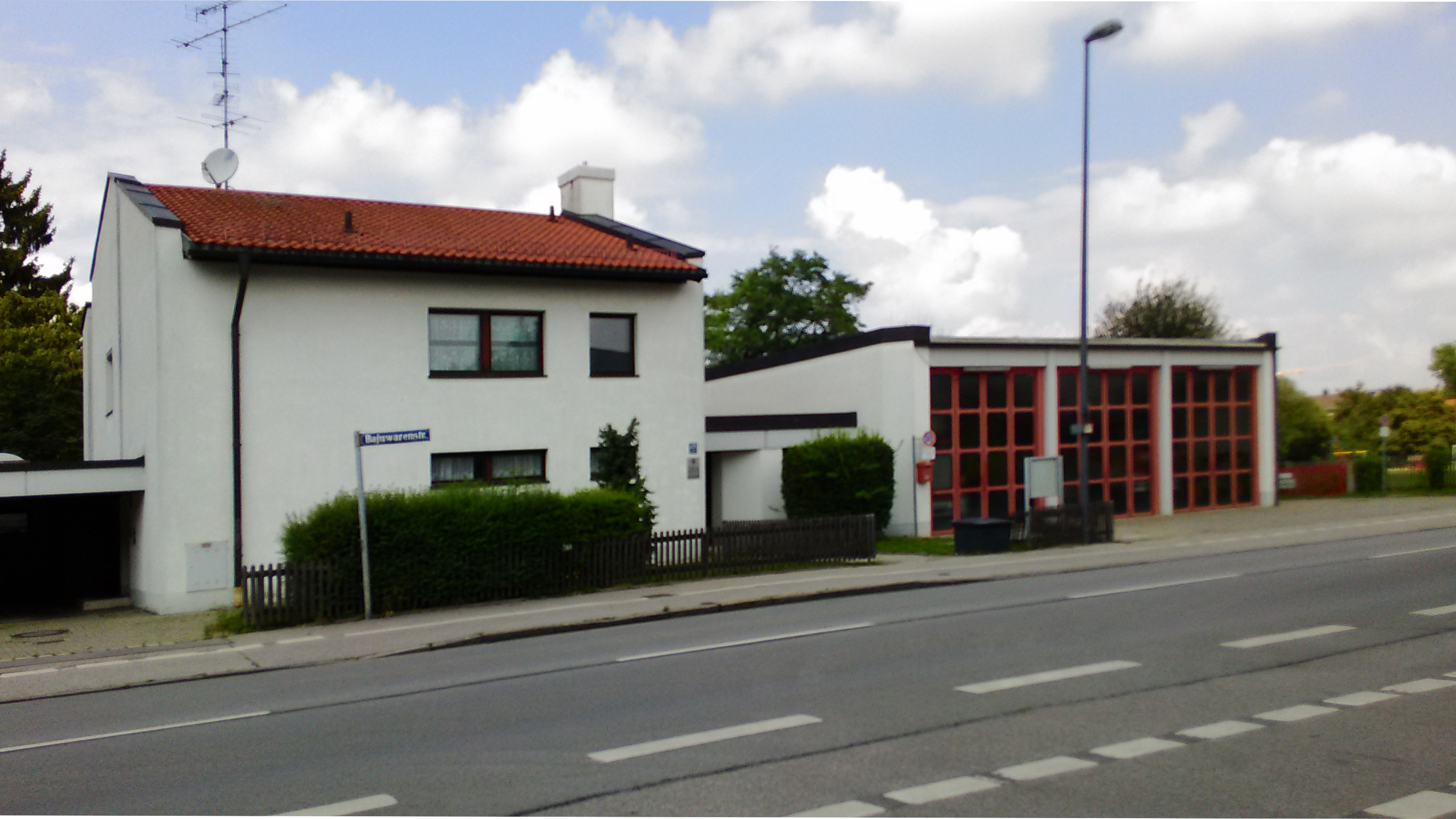
Freiwillige Feuerwehr München, Abteilung Michaeliburg

Ende der 1980er Jahre wurde aus dem Halblöschzug der Löschgruppe 17 die Abteilung Michaeliburg (⊙) gegründet. Mit 45 aktiven Mitgliedern gehört die Abteilung, zusammen mit Perlach, Riem, Trudering, Waldperlach und Waldtrudering dem Bereich Ost der Münchener Feuerwehren an. Mit einem Hilfeleistungslöschfahrzeug 20/16, einem Löschgruppenfahrzeug 16/12 und einem Mehrzweckfahrzeug wird die Abteilung zu durchschnittlich 90 Einsätzen im Jahr gerufen.

#### Abteilung Perlach
Die Freiwillige Feuerwehr Perlach (⊙) wurde im Jahr 1869 gegründet, 1930 erfolgte dann die Eingemeindung zur Landeshauptstadt  München. Im Zuge dessen änderte sich die Bezeichnung von Freiwillige Feuerwehr Perlach nach Freiwillige Feuerwehr München, Abteilung Perlach. Heute verfügt sie über ein Hilfeleistungslöschgruppenfahrzeug 20/16, ein Löschgruppenfahrzeug 16/12, ein Tanklöschfahrzeug 20/40 SL, ein Mehrzweckfahrzeug und einen Verkehrssicherungsanhänger.

#### Abteilung Waldperlach
Die Abteilung Waldperlach (⊙) wurde am 3. April 1927 unter der Leitung von Karl Freiherr von Stockhausen gegründet. Nach dem Zweiten Weltkrieg wurde die Feuerwehr durch sechs der Gründungsmitglieder im Jahr 1949 reorganisiert.
Die Abteilung besitzt zurzeit ein Hilfeleistungslöschfahrzeug 20/16, ein Löschgruppenfahrzeug 16/12, ein Tanklöschfahrzeug 20/40 SL, ein LF 20 KatS, sowie ein Mehrzweckfahrzeug.
Außerdem wurden der Abteilung vier Außenlastbehälter zur Brandbekämpfung aus der Luft (mit Hubschraubern z. B. der Polizeihubschrauberstaffel Bayern) vom Typ SEMAT 900 (zwei Behälter mit einem Fassungsvermögen von jeweils 900 l) und SEMAT 5000 (zwei Behälter mit einem Fassungsvermögen von jeweils 5000 l) zugeordnet. Die Abteilung unterstützt damit die Flughelferstaffel der Feuerwehr München.
Zu der Ausstattung zählt weiterhin eine Wärmebildkamera Evolution 5000 der Firma MSA-Auer.
Das nach 20-jähriger Planung neu erbaute Feuerwehrhaus befindet sich Im Gefilde 4 an der Ecke Putzbrunner Straße, nahe der Feuerwache 9 (Neuperlach). Der Umzug fand im Oktober 2006 statt, offiziell eingeweiht wurde es bei den Feierlichkeiten zum 80-jährigen Gründungsjubiläum im Juli 2007.
Zurzeit beteiligen sich 41 aktive Feuerwehrleute in dieser Abteilung.

#### Abteilung Waldtrudering

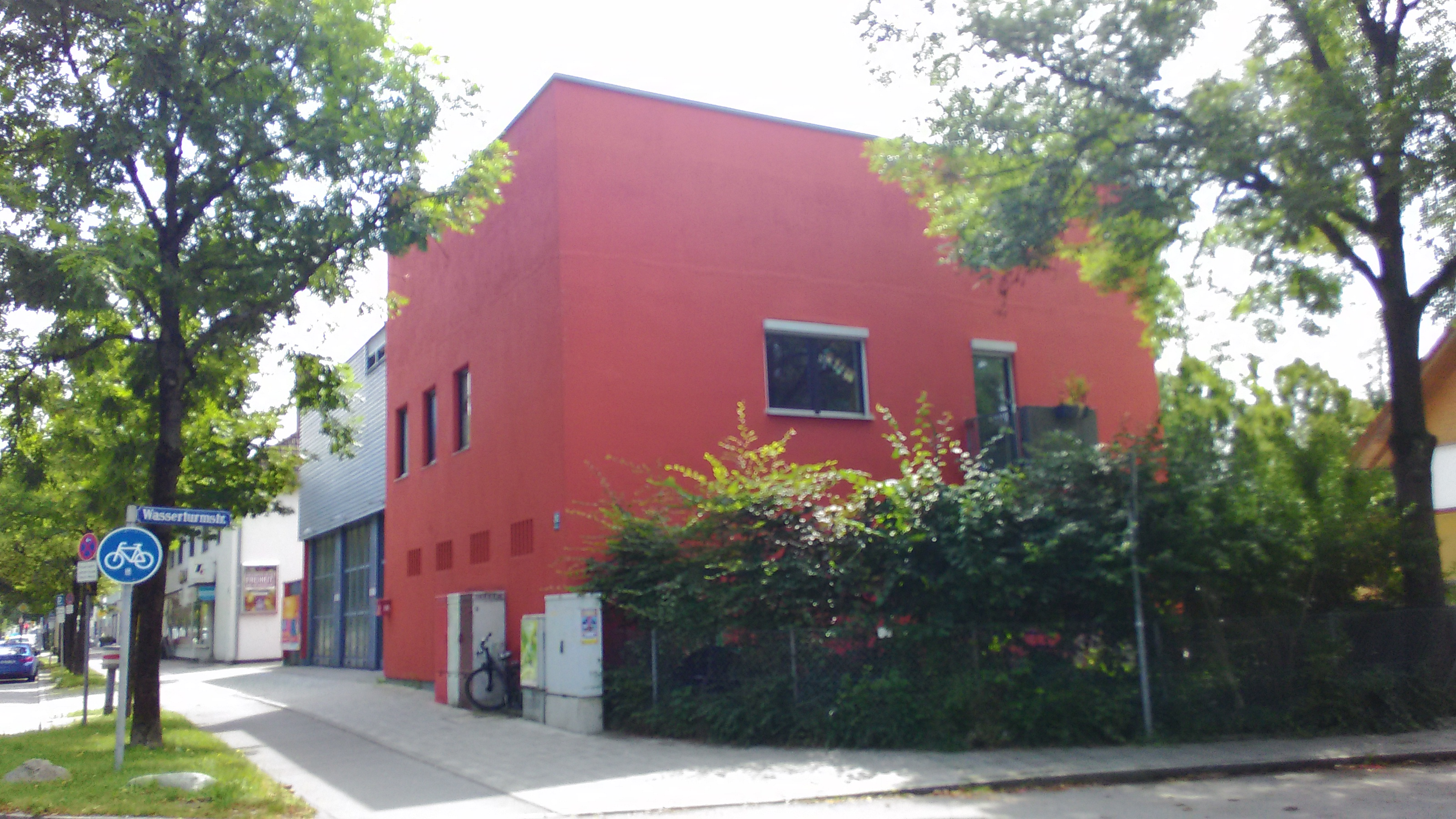
Freiwillige Feuerwehr München, Abteilung Waldtrudering

Das genaue Gründungsdatum der Löschgruppe in Waldtrudering ist leider nicht mehr zu ermitteln, da sämtliche Dokumente im Zweiten Weltkrieg vernichtet wurden. Jedoch wird in der Historie der Truderinger Feuerwehr bereits im Jahr 1921 die Waldtruderinger Löschgruppe erwähnt, die eine wichtige Ergänzung für den Feuerschutz in der damaligen Gemeinde Trudering bedeutete. Im Jahr 1923 erfolgte dann die offizielle Gründung als eigenständige Feuerwehr. Die Waldtruderinger Feuerwehr besaß damals eine Handdruckspritze, die von der Mannschaft gezogen werden musste. Diese war in einem Schuppen neben dem damaligen Wasserturm untergebracht. 1930 wurde ein alter Spritzenwagen mit motorangetriebener Pumpe angeschafft, der von einem Lastwagen gezogen wurde. Da der Schuppen zu klein wurde, musste er vergrößert werden. Am 1. Dezember 1931 wurde bei der Aufnahme der Freiwilligen Feuerwehr Waldtrudering in den Bayerischen Landes-Feuerwehrverband Folgendes im Anmeldeformular vermerkt:
Zahl der Mitglieder:
- I. technischer Zug (Steiger): 10 Mann
- II. technischer Zug (Spritzenmänner): 18 Mann
- Signalisten: 2 Mann
- Ordnungsmannschaft: 10 Mann

Zahl der Geräte:
- zweiteilige Leiter mit Stützstangen: 1 Stück
- Hydrantenwagen: 2 Stück
- kleine Spritze: 1 Stück
- Druckschläuche: 300 Meter

Nach Eingemeindung des Ortes (zu München) im April 1932 wurde die Feuerwehreinheit in Freiwillige Feuerwehr München-Waldtrudering, Halblöschzug 18, umbenannt. Nach dem Zweiten Weltkrieg bestand zunächst kein Interesse an der Neugründung der Feuerwehr, bis im Jahr 1957 der Vorschlag gemacht wurde, die Feuerwehr neu zu gründen. Die Alarmierung erfolgte damals über Sirene, die Anfang der 1970er Jahre durch die stille Alarmierung abgelöst wurde. Seit 1992 wird diese gemeinsam mit der Berufsfeuerwehr alarmiert.
Die Abteilung Waldtrudering (⊙) rückt zurzeit mit einem Hilfeleistungs-Löschfahrzeug 20/16 (WT 40.1), einem Löschgruppenfahrzeug 16/12 (WT 40.8), einem Löschgruppenfahrzeug 20 Katastrophenschutz (WT 41.1) und einem MZF (WT 11.1) aus. Die Abteilung, welcher zurzeit 49 aktive Mitglieder (davon 5 weibliche Personen) angehören (Stand 05/2/2022), liegt im Einsatzgebiet der Feuerwachen 9 und 10.

### Gebiet Süd

#### Abteilung Forstenried
Die Forstenrieder Feuerwehr besteht aus 29 aktiven Feuerwehrfrauen und -männern (Stand 12/2010). Das Einsatzgebiet erstreckt sich von der Boschetsrieder Straße im Norden bis zum Autobahnring im Süden und von der Drygalski Allee im Osten bis zur Stadtgrenze im Westen. Die Hauptaufgaben im Ausrückebereich sind Technische Hilfeleistung, Vorbeugender und Abwehrender Brandschutz. Bei Großschadenslagen wie Unwetterschäden oder Großbränden rückt die Freiwillige Feuerwehr Forstenried jedoch im ganzen Stadtgebiet aus.
Das Feuerwehrhaus (⊙) befindet sich in der Forstenrieder Allee 177, der Fuhrpark besteht aus einem Mehrzweckfahrzeug, einem Hilfeleistungslöschgruppenfahrzeug 20/16, einem Löschgruppenfahrzeug 16/12 und einem Tanklöschfahrzeug 4000 mit Verkehrssicherungsanhänger.

#### Abteilung Großhadern

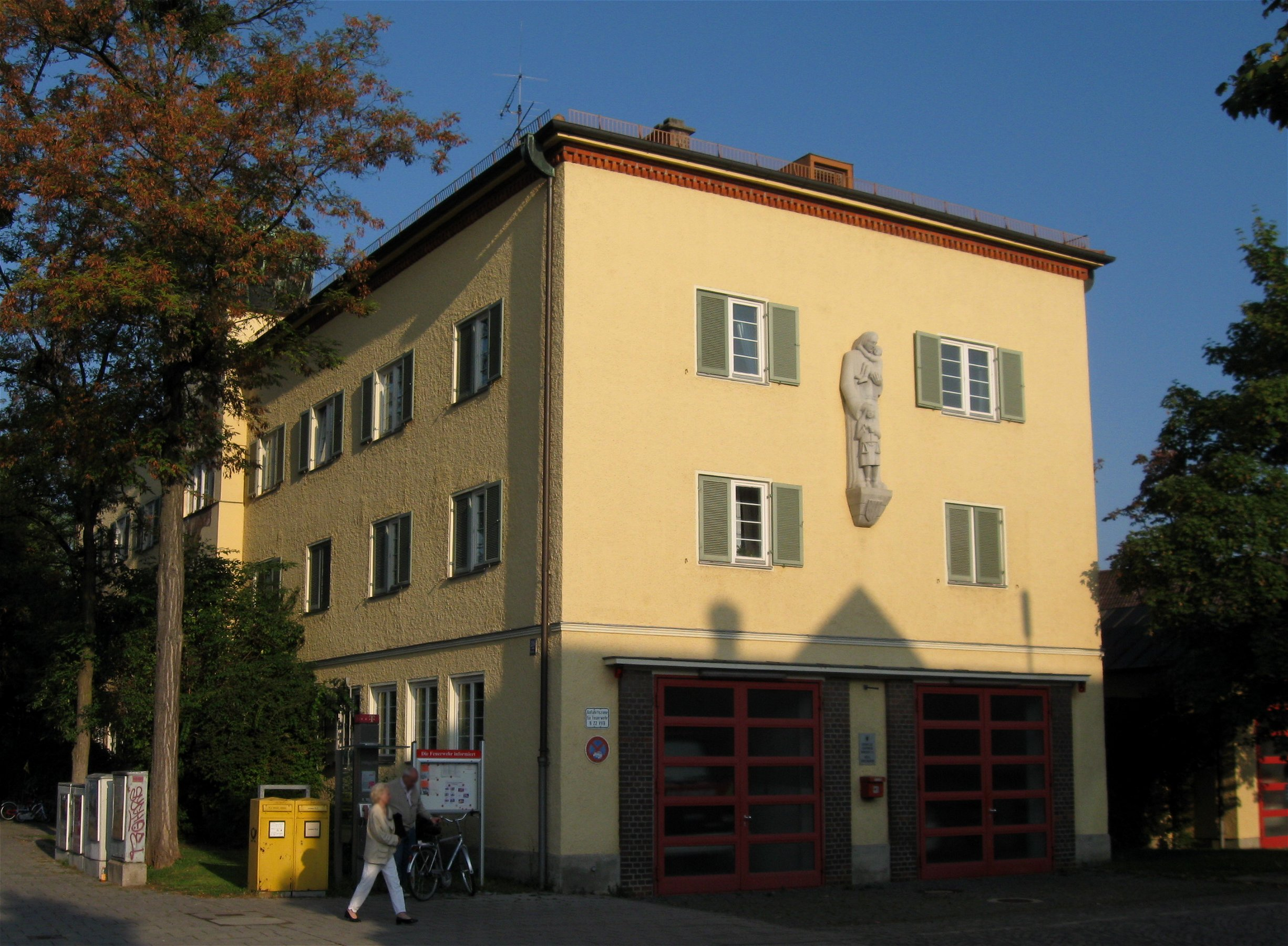
Feuerwehrhaus der Abt. Großhadern im alten Rathaus

Durch den Liefervertrag einer Löschspritze vom 29. November 1859 ist das Bestehen einer organisierten Feuerwehr erstmals belegt. Die Firma „Kgl. Hoffeuerhaus Dominick Kirchmair“ übergab daraufhin eine Löschspritze mit doppeltem Pumpwerk. Sie wurde von 6 bis 8 Mann bedient und warf einen ständigen Wasserstrahl bis zu 70 Fuß weit. Der Preis der Spritze war mit 500 Gulden vereinbart. Die alte Spritze war offenbar so solide gebaut oder so wenig im Einsatz, dass erst nach 30 Jahren eine weitere Löschmaschine in Auftrag gegeben werden musste. Das neue Gerät wurde von mindestens 10 Mann bedient und kostete 1200 Mark.
Unter dem „Allerhöchsten Protektorate Seiner Königlichen Hoheit des Prinzregenten Luitpold von Bayern“ wurde die neugegründete Feuerwehr in Großhadern beim Bayerischen Landesfeuerwehrverband am 8. September 1892 angemeldet.
Im April 1938 wurde die bis dahin selbstständige Gemeinde Großhadern in die Stadt München eingegliedert und so wurde aus der Feuerwehr Großhadern die Abteilung Großhadern der Freiwilligen Feuerwehr München. Damit ist die Abteilung Großhadern eine der jüngsten Abteilungen der Freiwilligen Feuerwehr München.
Heutzutage rückt die Abteilung Großhadern (⊙) mit einem Hilfeleistungslöschfahrzeug 20/16, zwei Tanklöschfahrzeugen 16/25 und einem Mehrzweckfahrzeug (MZF) aus.
Das Ausrückegebiet der Freiwilligen Feuerwehr Großhadern umfasst die Stadtteile Hadern und Blumenau sowie Teile von Laim und Pasing. Im Ausrückegebiet befinden sich das Klinikum Großhadern, das Augustinum, verschiedene Labore der LMU, 5 U-Bahnhöfe sowie mehrere Schulen.
Die Abteilung Großhadern liegt im Einsatzgebiet der Feuerwachen 2, 3 und 6 und rückt bei Großschadenslagen auch im kompletten Stadtgebiet München aus. Mit ihren rund 50 Feuerwehrkameraden kommt die Einsatzabteilung Großhadern zusammen mit der Berufsfeuerwehr München zum Einsatz.
Der Neubau eines neuen Feuerwehrhauses ist in Planung.

#### Abteilung Sendling

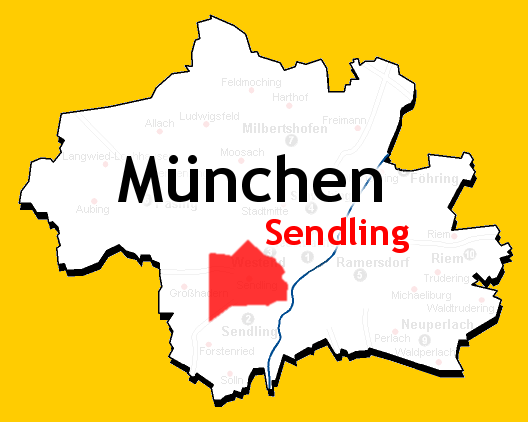
Einsatzgebiet der Abteilung Sendling

In Sendling wurde im Jahr 1869 infolge eines schweren Brandes eine Freiwillige Feuerwehr gegründet. Das Feuerhaus lag damals südlich der Alten Pfarrkirche St. Margaret und östlich unterhalb der heutigen Plinganserstraße. Diese wurde mit der Eingemeindung Sendlings 1877 in die Feuerwehr München eingegliedert und war somit die erste außerhalb Münchens gegründete Feuerwehr in München. Die Versammlungen und Feiern der Sendlinger Feuerwehr wurden ab 1887 im Vereinslokal Caffe Harras abgehalten, nach dem der heutige Platz „Am Harras“ benannt ist. Im Jahr 1889 beschloss man, eine weitere Kompanie in der Nähe des Schlachthofes zu gründen, die wie auch die Kompanie aus Thalkirchen bei der Reorganisation der Freiwilligen Feuerwehr in München mit der Feuerwehr in Sendling zusammengefasst wurde. Die Fahrzeuge wurden im Feuerwehrhaus der Sendlinger Feuerwehr untergebracht, während sich die Kameraden im Schlachthofviertel und in Thalkirchen auf Sammelplätzen einfanden, wo sie von der Berufsfeuerwehr abgeholt wurden. Nach einem schweren Luftangriff im Januar 1945 wurden das Feuerwehrhaus an der Plinganserstraße sowie die gesamte übrige Ausrüstung der Freiwilligen Feuerwehr Sendling durch einen Bombenvolltreffer völlig zerstört.
Im Jahr 1972 wurde mit Kameraden der Löschgruppe Großhadern eine Löschgruppe Waldfriedhofviertel aufgebaut, die gemeinsam mit Großhadern ausrücken sollte. Diese Löschgruppe erhielt 1974 ein Löschgruppenfahrzeug und konnte von da ab selbstständig ausrücken. In der Folgezeit wurden dieser Gruppe weitere Fahrzeuge zugeteilt. Erst im November 1980 erhielt diese Abteilung wieder den Namen Sendling, nachdem sie ein neues Feuerwehrhaus in der Zillertalstraße (⊙) erhalten hatte.
Seit Oktober 2003 stellt die Abteilung Sendling die stadtweit eingesetzte Sondereinheit „Informations- und Kommunikations-Einheit“ (IuK-Einheit). Bis zu diesem Zeitpunkt wurden diese Aufgaben aus einer Vielzahl von Einzelpersonen aus allen Abteilungen der Freiwilligen Feuerwehr wahrgenommen.
In Sendling sind zurzeit zwei Hilfeleistungslöschfahrzeuge 20/16, zwei Gerätewagen IuK, ein Mannschaftstransportfahrzeug und drei Motorräder als Kradmelder stationiert.

#### Abteilung Solln

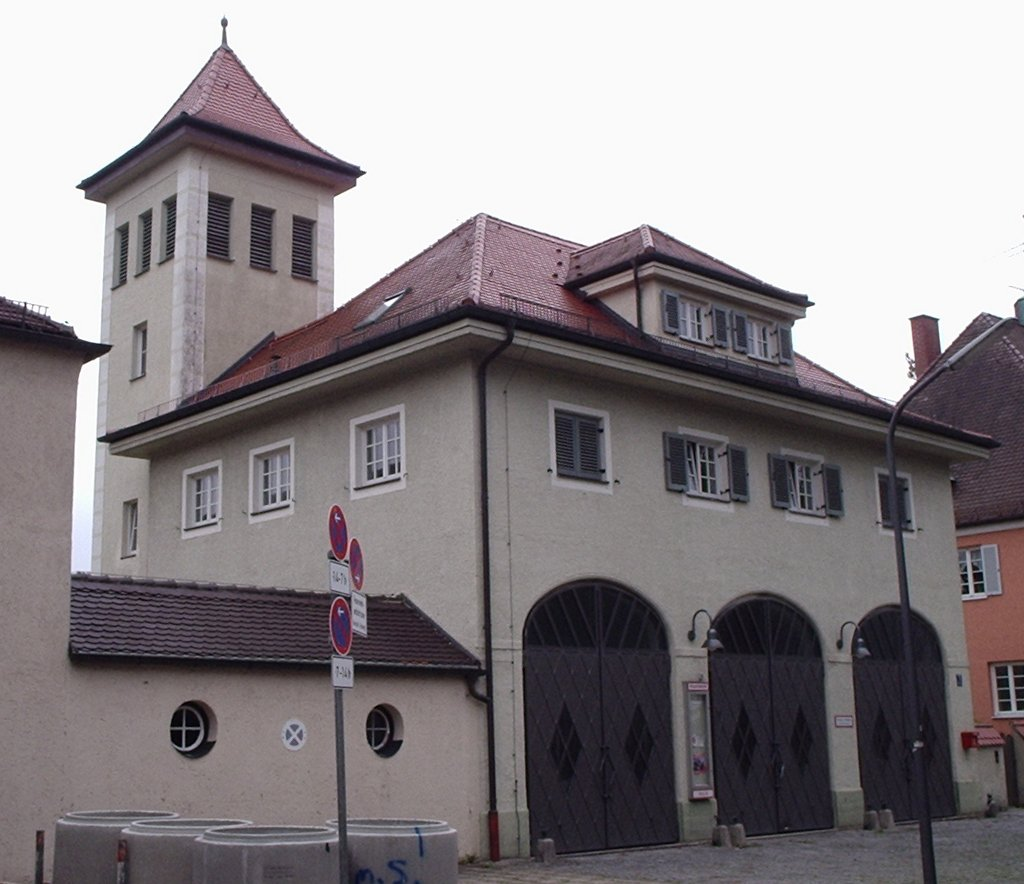
Feuerwehrhaus Solln

Die im Jahr 1873 gegründete Freiwillige Feuerwehr Solln wurde später in die Feuerwehr München integriert. Heute rückt die Abteilung Solln (⊙) mit zwei Hilfeleistungslöschgruppenfahrzeugen 20/16 sowie einem Löschgruppenfahrzeug 20 für den Katastrophenschutz (LF 20 KatS) und einem Mehrzweckfahrzeug (MZF) aus.

### Gebiet West

#### Abteilung Allach
Die Abteilung Allach (⊙) besteht seit dem Jahr 1874 und wurde unter dem Namen Freiwillige Feuerwehr Allach gegründet. Im Jahr 1938 erfolgte dann die Eingemeindung Allachs in die Großstadt München und aus der bis dahin über sechzig Jahre selbstständigen Freiwilligen Feuerwehr Allach wurde der Löschzug 27 der Freiwilligen Feuerwehr München.
Am 1. Juni 1946 wurde als erster Löschgruppenführer nach dem Krieg der Allacher Landwirt Trinkl gewählt. Zu dieser Zeit gehörten noch 15 aktive Feuerwehrmänner dem Löschzug Allach an. 1974 feierte die Abteilung Allach ihr 100-jähriges Jubiläum.
Die Abteilung Allach verfügt momentan über ein Hilfeleistungslöschfahrzeug HLF 20/16, zwei Löschgruppenfahrzeuge LF 16/12 und ein Mehrzweckfahrzeug MZF. Die aktive Mannschaft umfasst über 50 Kameraden. Damit zählt die Abteilung Allach zu den personell stärksten Abteilungen der Freiwilligen Feuerwehr München. Die Jugendfeuerwehr der Abteilung bietet den etwa 10 Jugendlichen im Alter von 12 bis 17 Jahren ein abwechslungsreiches Freizeitangebot mit starkem Bezug feuerwehrnahe Themen.
Im Durchschnitt bearbeitet die Abteilung Allach 150 Einsätze pro Jahr, wobei die technische Hilfeleistung zur Beseitigung von Unwetterschäden und die Brandbekämpfung den Großteil der Alarmierungen ausmachen.

#### Abteilung Aubing
Erste Berichte über eine „Löschmaschine“ in Aubing stammen aus dem Jahr 1856. Als offizielle Gründung der Freiwilligen Feuerwehr Aubing gilt der 1. Januar 1882. Im Zuge der Eingemeindung Aubing nach München wurde auch die Feuerwehr als Löschgruppe 29 der Freiwilligen Feuerwehr München unterstellt.
Standort der Abteilung Aubing (⊙) ist das Feuerwehrhaus in der Ubostraße 11. Der Ausrückebereich umfasst Aubing, Aubing Ost, Westkreuz, Neuaubing und Freiham. Dazu kommen die Moosschwaige, die Aubinger Lohe und A99 mit dem Aubinger Tunnel.
Der Fuhrpark umfasst momentan ein Mehrzweckfahrzeug (Feuerwehr), ein Hilfeleistungslöschgruppenfahrzeug 20/16, ein Löschgruppenfahrzeug 20 für den Katastrophenschutz und ein Löschgruppenfahrzeuge 16/12.
Außerdem wird vom Verein der Freunde der Freiwilligen Feuerwehr Aubing eine historische Pferdespritze unterhalten. Mit dieser wird traditionell in historischen Uniformen am Wiesn-Einzug teilgenommen. Vom Verein wurden auch AED und Wärmebildkamera beschafft. Somit ist das HLF wie bei fast allen Abt. der FF München als First Responder Fahrzeug nutzbar (Voraussetzung: Personal mit Ausbildung zum Rettungsassistenten befindet sich auf dem Fahrzeug).
Die Jugendgruppe der Abteilung ist in den Bereich West integriert.

#### Abteilung Moosach
Die Abteilung Moosach verfügt über ein Hilfeleistungslöschfahrzeug 20/16, ein Löschgruppenfahrzeug 16/12 und ein Löschgruppenfahrzeug 20 für den Katastrophenschutz. Sie hat ihr Feuerwehrhaus in der Feldmochinger Straße 1 an der Einmündung zur Dachauer Straße (⊙).
Die Abteilung Moosach kann inzwischen auf eine mehr als 125-jährige Geschichte zurückblicken. Seit Mitte des 19. Jahrhunderts bestand eine gemeindliche Pflichtfeuerwehr im damaligen Dorfe Moosach bei München. Diese wurde durch die Gründung der Freiwilligen Feuerwehr in Moosach am 8. April 1879 abgelöst, Paul Berthold sen. war erster Kommandant. Im Rahmen der Eingemeindung des Dorfes Moosach im Jahr 1913 wurde die Freiwillige Feuerwehr Moosach in das gemeindliche Feuerwehrwesen der Stadt München als Abteilung 8 eingegliedert. Von 14 zum Ersten Weltkrieg eingezogenen aktiven Mitgliedern kehrten nur vier nach Ende des Krieges zurück. Am 25. Dezember 1925 erhielt die Abteilung als erste Münchner Freiwillige Feuerwehr eine Motorspritze mit dreistufiger Magirus-Hochdruck-Zentrifugalpumpe mit einer Leistung von 800 bis 1000 Liter/Minute.
Am 21. April 1931 wurde bei der Abteilung Moosach das erste automobile Fahrzeug bei der Freiwilligen Feuerwehr München in den aktiven Dienst gestellt. 1933 wurde die Abteilung Moosach aufgelöst und in die allgemeine Feuerschutzpolizei integriert. Im Frühjahr 1945 erfolgte die Neugründung der Abteilung 8 der Freiwilligen Feuerwehr München unter dem Kommandanten Josef Heinrich. Im Jahr 1954 wurde das 75-jährige Gründungsjubiläum mit Fahnenweihe gefeiert. Als erste Abteilung wurde bei der Freiwilligen Feuerwehr München, anlässlich der Olympischen Sommerspiele 1972 die stille Alarmierung durch Funkmeldeempfänger eingeführt. Am 19. März 1979 wurde das jetzige Feuerwehrhaus an die Abteilung Moosach übergeben. Das alte Feuerwehrhaus wurde 1980 abgerissen. Vom 4. bis 6. Mai 1979 wurde das 100-jährige Gründungsfest gefeiert. 1982 wurde in der Abteilung Moosach die erste Jugendgruppe der Münchner Feuerwehr gegründet, die 2007 ihr 25-jähriges Bestehen feierte. 1993 begann Münchens erste Feuerwehrfrau den Dienst in der Abteilung Moosach und absolviert erfolgreich ihre Grundausbildung. Am 2. Mai 2004 feierte die Abteilung Moosach ihr 125-jähriges Gründungsfest.

#### Abteilung Obermenzing
Die Abteilung Obermenzing (⊙) verfügt derzeit über ein Löschgruppenfahrzeug 16/12 und ein Hilfeleistungslöschfahrzeug 20/16 sowie ein Mannschaftstransportfahrzeug und einen Gerätewagen Hochwasser, der vom Katastrophenschutz bereitgestellt wurde.

#### Abteilung Langwied-Lochhausen
Die Gründung der Freiwilligen Feuerwehr Langwied-Lochhausen erfolgte 1878, während der Amtszeit des Lochhauser Bürgermeisters Simon Heitmeier. Der erste Kommandant der Langwied-Lochhauser Feuerwehr war Martin Naßl, der auf der konstituierenden Sitzung am 5. März 1878 gewählt wurde. Nach der Eingemeindung Langwied-Lochhausens als 40. Stadtbezirk der Landeshauptstadt München am 1. April 1942 wurde die bis dahin eigenständige Feuerwehr des Ortes als Löschgruppe 30 in die Freiwillige Feuerwehr München eingegliedert.
Heute besteht die Abteilung Langwied-Lochhausen (⊙) aus ca. 30 aktiven Feuerwehrdienstleistenden (inkl. Jugendfeuerwehr), die auf einen hochwertigen Fuhrpark und Ausrüstungspool zurückgreifen können.
- HLF 20/16: Mitte 2011 erhielt die Abteilung als eine der letzten das Standardfahrzeug der Feuerwehr München als Erstausrücker. Die Ausstattung umfasst einen zusätzlichen AED und einer erweiterten medizinische Ausstattung.
- LF 16/12: Standardfahrzeug der FF München unter anderem zusätzlich ausgestattet mit Wärmebildkamera, AED, Pulsoxymeter.
- TLF 4000: Dient als Zugfahrzeug für den VSA (Verkehrssicherungsanhänger) der Abteilung genutzt, welcher für den Bereich A8/A99 zuständig ist.
- MZF: Der aus Beständen der US-Armee übernommene MB Sprinter wurde durch die Kameraden in kompletter Eigenarbeit zum Feuerwehrfahrzeug umgebaut. Es dient über die Einsatzunterstützung hinaus auch der Jugendfeuerwehr sowie der Vereinsarbeit.

Zusätzlich zu den genannten Fahrzeugen steht auch ein Mehrzweckanhänger zur Verfügung, der für unterschiedlichste Transporte eingesetzt werden kann.

#### Abteilung Ludwigsfeld-Fasanerie
Die Abteilung Ludwigsfeld-Fasanerie (⊙) liegt im Bereich West. Zurzeit verfügt die Abteilung über ein Löschgruppenfahrzeug 16/12 und ein Hilfeleistungslöschfahrzeug 20/16, sowie ein Versorgungs-Lkw, der auch als Fahrschulfahrzeug zur Ausbildung neuer Fahrer innerhalb der FF München genutzt wird.

### Jugendfeuerwehr
Die Jugendfeuerwehr München wurde 1982 in der Abteilung Moosach der Freiwilligen Feuerwehr München gegründet. Die Jugendgruppe ist inzwischen ein fester Bestandteil der Freiwilligen Feuerwehr München. Sie ist in fünf Gruppen aufgeteilt, in denen sich rund 250 Jungen und Mädchen, zwischen 12 und 18 Jahren aktiv mit dem Thema Feuerwehr auseinandersetzen. Die Mitglieder der Jugendfeuerwehr werden in der Feuerwehrtechnik und Ersten Hilfe ausgebildet, daneben gibt es ein umfangreiches Freizeitprogramm.

## Ausbildung

### Berufsfeuerwehr
Die Berufsfeuerwehr-Anwärter werden gem. den gültigen Landesbestimmungen bzw. den länderübergreifenden Vereinbarungen, u. a. denen des Instituts der Feuerwehr Nordrhein-Westfalen, je nach Qualifikationsebene (zwei bis vier) ausgebildet. An der Feuerwehr- und Rettungsdienstschule auf der FW 2 erfolgt hauptsächlich die Ausbildung in den Lehrgängen BI (Grundlehrgang) und BIII (Gruppenführerlehrgang bzw. äquivalente Lehrgänge nach der Verwaltungsreform). Die Zugführerlehrgänge (BIV) finden an der Staatlichen Feuerwehrschule Geretsried (SFSG) statt.

### Freiwillige Feuerwehr
Die Ausbildung der Freiwilligen Feuerwehr wird durch das Trainings- und Ausbildungszentrum (TAZ) in Zusammenarbeit mit der Berufsfeuerwehr durchgeführt.
Bis auf Sonderthematiken werden alle Lehrgänge bis einschließlich der Qualifikationsebene Gruppenführer (FIII) in München ausgebildet. Die Grundausbildung der FF München erstreckt sich über einen Zeitraum von 3 Jahren und dauert verteilt auf verschiedene Lehrgänge insgesamt 350 Stunden (vgl. FwDV2 233 Stunden). Sie wird mit der Qualifikation zum Truppführer (FII) und der Beförderung zum Oberfeuerwehrmann/frau abgeschlossen.

## Notarztdienst
Der Notarztdienst in Stadt und im Landkreis München wurde 1966 von der Berufsfeuerwehr gegründet und bis heute betrieben (Rettungsdienstzweckverband München). Seitdem stellen neun Krankenhäuser einen Arzt aus den Fachrichtungen Innere Medizin, Chirurgie oder Anästhesie für den Dienst auf den drei Notarztwagen und acht Notarzteinsatzfahrzeugen zur Verfügung. Die Münchner Notärzte rücken täglich etwa 80-mal aus.

### Notarzt-Standorte
Die Fahrzeuge für den Notarztdienst sind an der Chirurgischen Klinik der Ludwig-Maximilians-Universität München Innenstadt (Florian Mitte 70/1), am Klinikum Großhadern (Florian Großhadern 76/1), am Chirurgischen Klinikum München Süd (Florian Thalkirchen 76/1, am Klinikum Schwabing (Florian Schwabing 70/1), am Klinikum München Pasing (Florian Pasing 76/1), am Klinikum Dritter Orden (Florian Nymphenburg 70/1), an der Feuerwache 7 (Florian Milbertshofen 76/1), an der Feuerwache 8 (Florian Unterföhring 76/1), an der Feuerwache 9 (Florian Neuperlach 76/1), an der Feuerwache 10 (Florian Riem 76/1) und auf der Feuerwache der Freiwilligen Feuerwehr Ottobrunn (Florian Ottobrunn 76/1) stationiert. Außerdem ist ein Notarzt auf dem Rettungshubschrauber Christoph 1 (Standort Klinikum Harlaching) stationiert.
Auch steht der hauptsächlich für Verlegungen genutzte ITH Christoph München am Klinikum Großhadern, welcher mit zwei Piloten, einem Notarzt und einem Notfallsanitäter mit intensiv-pflegerischer Zusatzausbildung besetzt ist, 24h für Notfälle bereit.

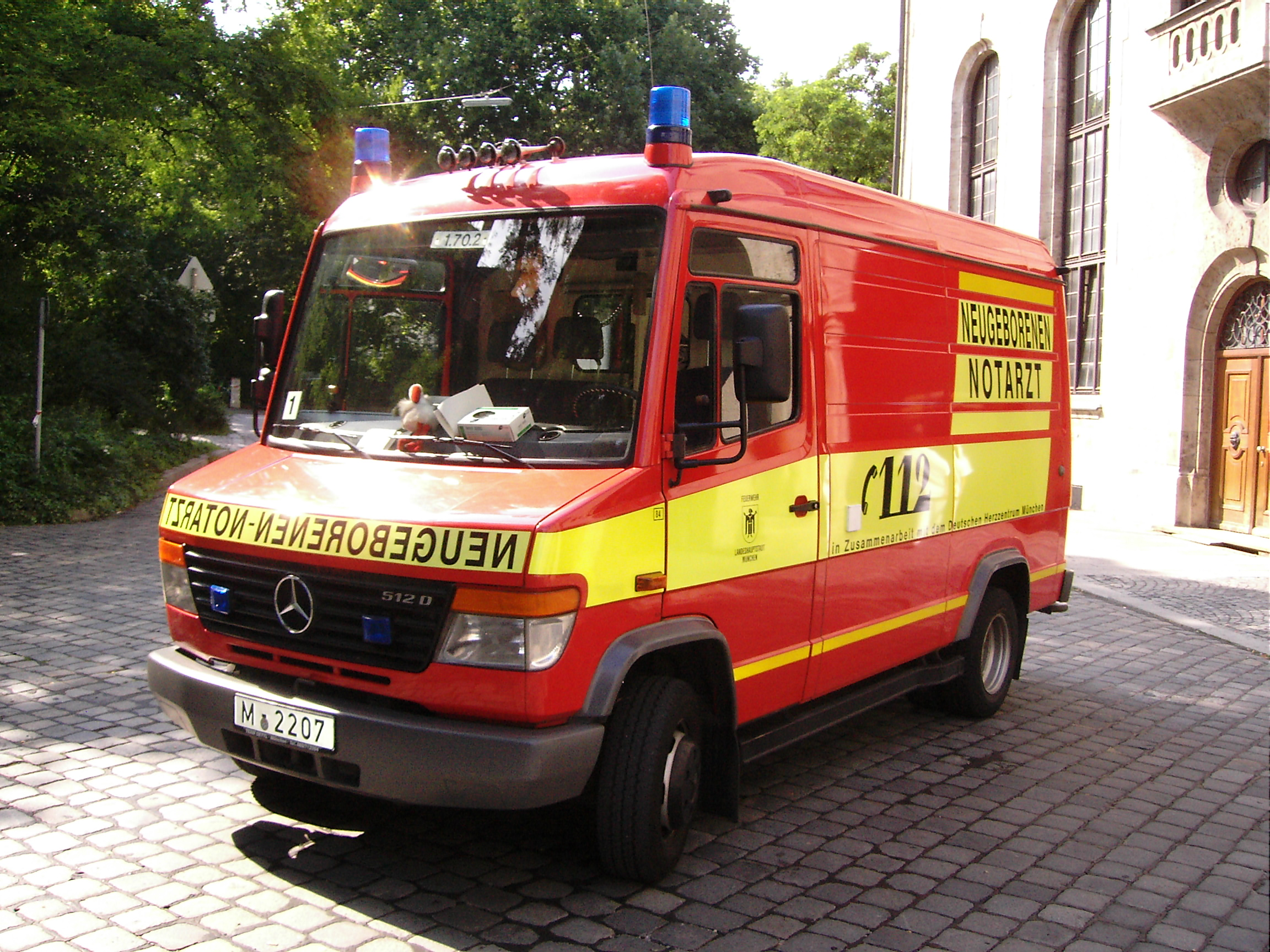
Ehemaliger Neugeborenen-Notarzt mit Inkubator

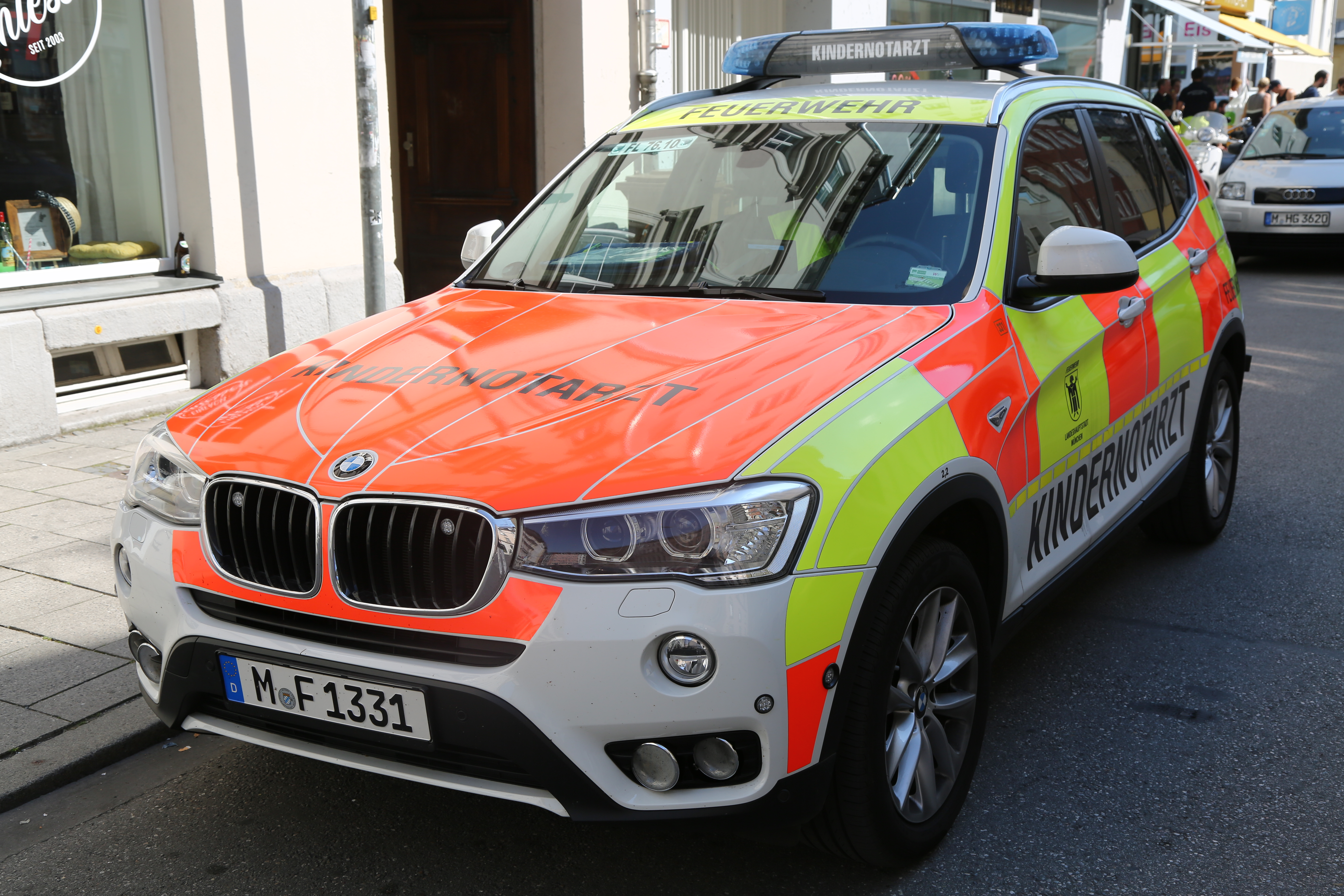
Kindernotarzt-Einsatz-Fahrzeug, 2019

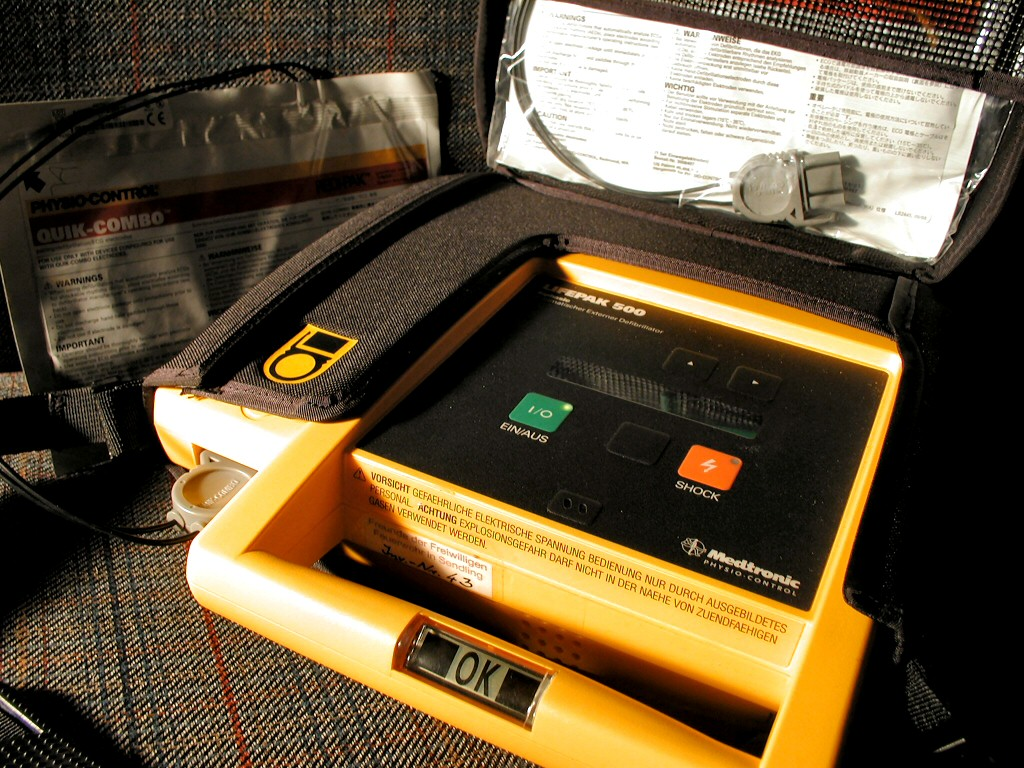
Je ein Defibrillator (AED) ist auf allen HLF der Feuerwehr München verlastet.

### NEF oder NAW
Die meisten deutschen Städte haben auf ein Rendezvous-System umgestellt; das heißt, der Notarzt wird mit einem Pkw, dem Notarzt-Einsatzfahrzeug (NEF) zum Einsatzort gebracht.
Trotz der Ergebnisse einer vom Bayerischen Innenministerium in Auftrag gegebenen Studie (TRUST = Trend- und Strukturanalyse des Rettungsdienstes in Bayern) und der entsprechenden Empfehlung des Institut für Notfallmedizin der Ludwig-Maximilians-Universität München, alle bayerischen NAW in NEF umzuwandeln, wird in München weiterhin neben dem Notarzteinsatzfahrzeug (NEF) der Notarztwagen (NAW) eingesetzt.
Da man davon ausgeht, dass in den dicht besiedelten Stadtvierteln der NAW dem Rendezvous-System überlegen ist, sind weiterhin an der Chirurgischen Klinik Innenstadt, dem Klinikum Dritter Orden und am Krankenhaus Schwabing je ein NAW stationiert. Sollte der Notarzt jedoch wesentlich verlängerte Anfahrtszeiten haben, wird zusätzlich ein Rettungswagen oder ein First-Responder-Fahrzeug einer Feuerwache (Münchener HLF) oder einer Hilfsorganisation wie z. B. Bayerisches Rotes Kreuz oder Malteser Hilfsdienst voraus geschickt.
Stand 2019 beteiligen sich 10 Krankenhäuser am Notarztdienst mit Ärzten der Fachrichtungen Innere Medizin, Chirurgie oder Anästhesie. Darüber hinaus steht ein Kindernotarzt, ein Neugeborenen-Notarzt sowie ein toxikologischer Notarztdienst zur Verfügung.

### Sonder-Notärzte
Neben diesen normalen Notärzten hält München zudem einen Kindernotarzt vor, der bei Notfällen mit Kindern im Alter von weniger als 12 Jahren durch die Integrierte Leitstelle zusätzlich alarmiert wird. Der Arzt wird im wöchentlichen Wechsel von einer der vier Kinderkliniken in München gestellt. Stationiert ist das Fahrzeug Florian München 76/10 an der Hauptfeuerwache. Daneben existiert auch ein Neugeborenen-Notarzt aus den Reihen der Kinderspezialisten der kardiologischen Intensivstation des Deutschen Herzzentrums. Dieser wird vor allem bei Problem-Geburten alarmiert – also plötzlichen Geburten zu Hause oder bei problematischen Geburten in Kliniken, die keine Neugeborenen-Intensivstation haben. Der Neugeborenen-Notarzt sowie eine Intensivpflegekraft werden dann vom Notarztwagen Florian München 70/30 abgeholt, der einen mobilen Inkubator an Bord hat. So kann ein neugeborenes Kind intensivmedizinisch versorgt werden, bis es in eine geeignete Kinderintensivstation gebracht ist.
Außerdem existiert in München ein toxikologischer Notarztdienst, der bei Vergiftungsnotfällen vor Ort mit den beiden Großraumrettungswagen Hilfe leisten kann.

### Einbindung der Feuerwehr in den Rettungsdienst
In München übernimmt die Berufsfeuerwehr den Notarztdienst, während die Rettungswagen von den Hilfsorganisationen und privaten Rettungsdiensten besetzt werden. Außerdem wird der ELRD abwechselnd von der BF und den Hilfsorganisationen gestellt. Dies sind neben dem Bayerischen Roten Kreuz auch die Johanniter-Unfall-Hilfe, der Malteser Hilfsdienst und der Arbeiter-Samariter-Bund. Die privaten Rettungsdienste, die seit 1998 in die Notfallrettung eingebunden sind, werden vor allem durch die beiden Firmen MKT und Aicher Ambulanz-Union – sie stellen 6 bzw. 8 RTW – vertreten. Diese stellen mittlerweile ebenfalls ELRD-Einheiten. Daneben besetzt noch die Firma IMS zwei Rettungswagen. Einige der Rettungswagen der Hilfsorganisationen und privaten Rettungsdienste sind auch auf den Feuerwachen der Berufsfeuerwehr stationiert.
An den Feuerwachen sind zusätzlich auch Rettungswagen der Berufsfeuerwehr stationiert, die bei jedem Einsatz mit dem Löschzug ausrücken. In den normalen Rettungsdienst sind sie eigentlich nicht eingebunden, da sie dem Eigenschutz dienen bzw. das Personal im Löschzug ergänzen. Die Besatzung verfügt hierzu im Gegensatz zu den anderen Rettungswagenbesatzungen über eine medizinische und feuerwehrtechnische Ausbildung. Sollte aber kein Rettungswagen des regulären Rettungsdienstes mehr verfügbar sein, werden sie zur Spitzenabdeckung alarmiert. Dasselbe gilt für die Rettungswagen der Werkfeuerwehren (BMW, Krauss-Maffei, MTU/MAN und TU München in Garching).

## Besonderheiten

### Höhenrettung

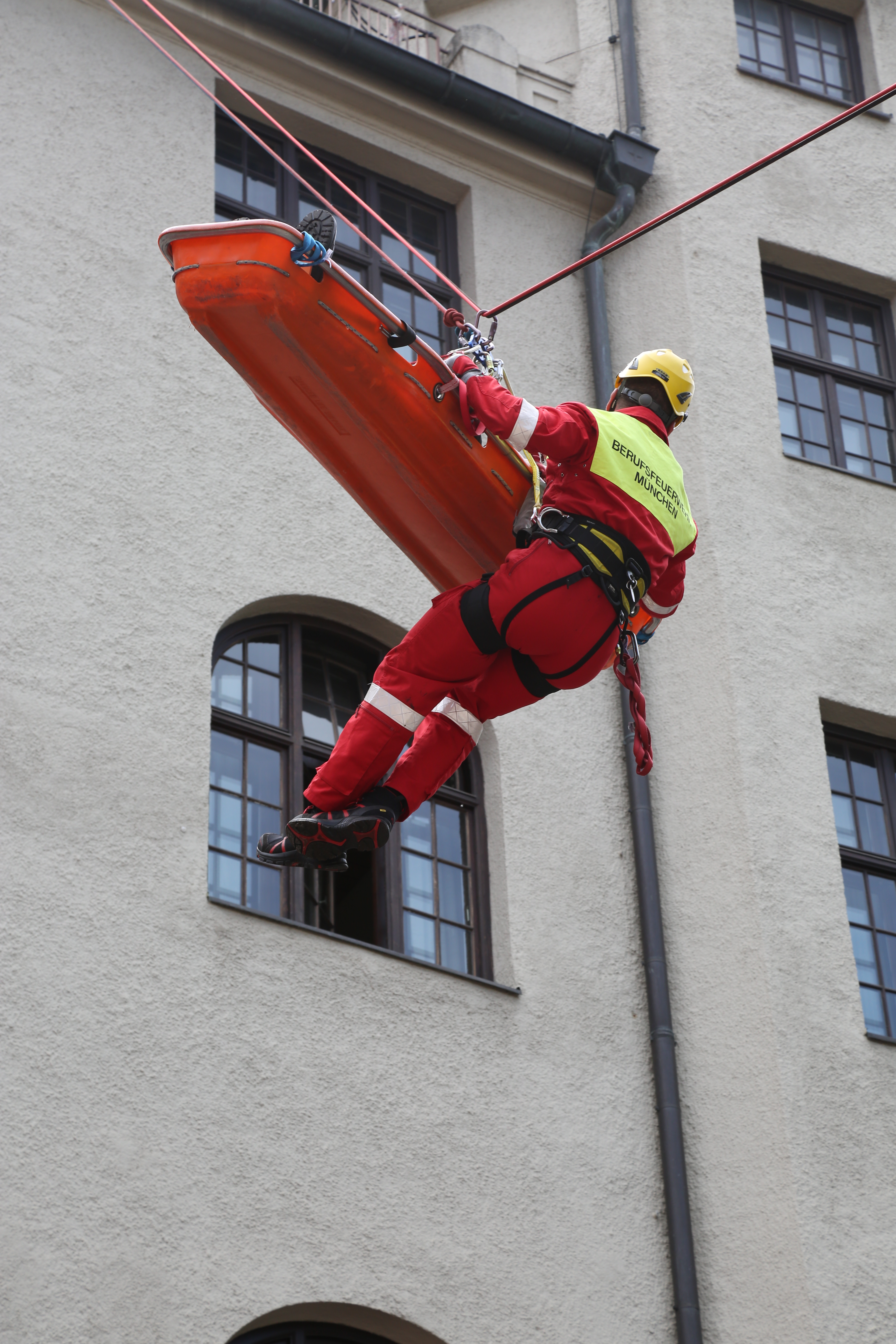
Vorführung der Höhenrettungsgruppe 2017

Seit Mai 1996 unterhält die Berufsfeuerwehr München auf der Feuerwache in Föhring eine Höhenrettungsgruppe, von der ständig fünf Kräfte im Dienst sind. Diese gehören dem normalen Feuerwehrdienst an und rücken zu herkömmlichen Feuerwehreinsätzen aus. Etwa 110-mal jährlich müssen sie jedoch auch alarmiert werden, da herkömmliche Rettungsmittel wie Drehleitern, Absturzsicherung oder ähnliches nicht mehr ausreichen. Dabei wird auch eng mit mehreren Flugrettungsdiensten zusammengearbeitet, die bei Bedarf auch mit Rettungshubschraubern unterstützend wirken.
Eine deutschlandweit einmalige Zusammenarbeit besteht zwischen dem Klinikum Bogenhausen und den Höhenrettern, da etwa 50 Notärzte dieses Klinikums in die Höhenrettung eingewiesen wurden. Dadurch ist es auch möglich Patienten in exponierten Lagen direkt notärztlich zu versorgen und erst anschließend durch technische Maßnahmen zu retten.

### Wasserrettung / Eisrettung
Aufgrund beamtenrechtlicher Bestimmungen haben alle Berufsfeuerwehrleute in Deutschland eine Ausbildung zum Rettungsschwimmer (mindestens Deutsches Rettungsschwimmabzeichen in Bronze) absolviert. Darüber hinaus befinden sich jedoch auf den Feuerwachen 5 und 6 je eine Tauchergruppe, die mit ihren Gerätewagen Wasserrettung zusätzlich, neben den zuständigen Wachen, ausrücken. Auch findet auf der Feuerwache 6 die Ausbildung zum Feuerwehrtaucher und Feuerwehrlehrtaucher statt.

Um Zeit zu sparen, werden zwei Taucher der Feuerwache 5 von einem Rettungshubschrauber abgeholt und direkt zum Einsatzort geflogen. Um noch vor dem Eintreffen der Tauchergruppe effektive Hilfe leisten zu können, sind aber auch alle anderen Feuerwachen und Feuerwehrhäuser mit Wasserrettungsgeräten ausgestattet.
Auch zur Eisrettung rücken die entsprechenden Einheiten regelmäßig aus.

### Druckkammer
Um verunfallte Taucher behandeln zu können, befindet sich auf der Feuerwache 5 zudem eine stationäre Druckkammer (Zentrum für Hyperbarmedizin), die aber auch zur Behandlung von Rauchgasvergiftungen und anderen Intoxikationen geeignet ist. Die Druckkammer ist eine der wenigen in Deutschland, welche 24h in Bereitschaft ist und bei der entsprechendes medizinisches Fachpersonal z. B. Taucherarzt unmittelbar zur Verfügung steht. Dadurch und durch die entsprechende technische Ausstattung ist in der Druckkammer eine intensivmedizinische Betreuung des Patienten möglich.
Der Betrieb der Druckkammer wurde 2024 eingestellt. 

### Analytische Task Force (ATF)
Seit dem Jahr 2010 besteht auch in München eine gemeinsam von Freiwilliger- und Berufsfeuerwehr betriebene Analytische Task Force.

### Flughelferstaffel
Die seit 2008 bestehende Flughelferstaffel kann im Bedarfsfall in Zusammenarbeit mit den Hubschraubern anderer staatl. Organisationen (insbesondere der Polizei) die Waldbrandbekämpfung aus der Luft bzw. den Transport von Gerätschaften und Material mit Lastennetzen (z. B. Sandsäcke) durchführen. Hierzu kann sie Außenlandeplätze einrichten und betreiben (Wettererkundung, Fluginformation/-leitung). Zur Waldbrandbekämpfung stehen zwei 900 l und zwei 5000 l fassende Behälter (siehe Abt. Waldperlach), sowie diverse Zusatzmaterial (z. B. 7000 l Faltbehälter) zur Verfügung.

### Integrierte Leitstelle
München betreibt die bayernweit älteste integrierte Leitstelle, diese koordiniert die etwa 1400 täglichen Einsätze von Feuerwehr, Rettungsdienst, THW und Katastrophenschutz in München (Rettungsdienst auch die des Landkreises) und disponiert 540 Fahrzeuge. Hierzu können die Disponenten sowohl auf eine feuerwehrtechnische und rettungsdienstliche Ausbildung, als auch mehrjährige Einsatzerfahrung zurückgreifen.
Der Integrierten Leitstelle gehören Führungsräume an, um dem Einsatzstab des Katastrophenschutzes die Koordination von Großeinsätzen zu ermöglichen. Außerdem dient sie landesweit auch als Beratungsstelle im Umgang mit Gefahrstoffen und vermittelt gegebenenfalls weitere Hilfe, wie z. B. TUIS, ATF.
Auch ist sie bayernweit für die Koordinierung der Intensivtransporthubschrauber sowie die Verteilung bzw. Verfügbarkeit von Betten für Schwerst-Brandverletzten zuständig.
Durchschnittlich alle 30 Sekunden nimmt die Leitstelle einen Notruf an. Um dieses Aufkommen bewältigen zu können, verfügt die Integrierte Leitstelle über 24 ISDN-Kanäle für den Europanotruf 112 und der 1. IP Notruf in einer Deutschen Großleitstelle. Die Notrufkapazität wurde vervielfacht. Für die Nummer 19222 sind gesonderte Leistungen vorhanden. Diese sind von 21 Einsatzplätzen gleichzeitig abfragbar, wobei bei Großeinsätzen und Unwettern zusätzlich noch acht Telefonarbeitsplätze eingeschaltet werden können. Als Rückfallebene besteht seit Oktober 2018 eine „Not-IlS“, welche in der FW 3 untergebracht ist. Um auch Gehörlosen die Anforderung von Hilfe zu ermöglichen, ist auch das Senden eines Notruf-Faxes möglich. Die Verarbeitung der Einsatzdaten geschieht dabei computergestützt.
Über neun Funkkanäle des 4-Meter-Bandes und 16 2-Meter-Kanäle, sowie über Digitalfunk können nicht nur Einheiten alarmiert, sondern auch mit ihnen kommuniziert werden, zudem existiert ein Funknetz in der U- und S-Bahn, sowie in Sonderbauten (z. B. Hochhäusern sog. Gebäudefunk) somit ist auch hier eine Verständigung mit den Einsatzkräften möglich.
Die Integrierte Leitstelle ist 2017 von ihrem bisherigen Standort, der FW 3, zur neu gebauten FW 4 nach Schwabing umgezogen.

## Katastrophenschutz

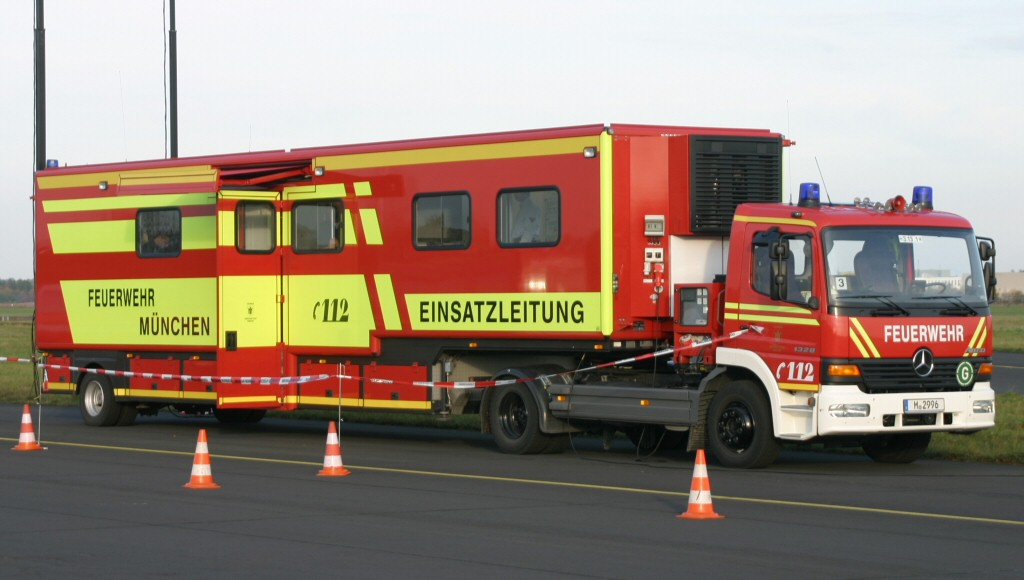
Katastropheneinsatzleitwagen der Feuerwehr München (ELW 3)

Der Katastrophenschutz München bildet sich aus der Berufsfeuerwehr, der Freiwilligen Feuerwehr, dem Arbeiter-Samariter-Bund, dem Bayerischen Roten Kreuz, der Johanniter-Unfall-Hilfe, dem Malteser Hilfsdienst e. V., der Deutschen Lebens-Rettungs-Gesellschaft, der Bundesanstalt Technisches Hilfswerk und den Luftrettungsdiensten. Ehrenamtliche Mitglieder dieser Organisationen die im Katastrophenschutz mitwirkten, wurden vom Wehrdienst befreit.
Ein effektives Tätigwerden dieser Einheiten ist besonders auch von einer gut organisierten Führungsstruktur abhängig. Deshalb werden Schadensgebiete in Einsatzabschnitte eingeteilt, die vom örtlichen Einsatzleiter geführt und koordiniert werden. Bei einem Massenanfall von Verletzten wird dieser zusätzlich durch einen Leitenden Notarzt und den Organisatorischen Leiter (sog. Sanitätseinsatzleitung SanEL) unterstützt. Für die Weitergabe von Informationen und Anweisungen an die einzelnen Einsatzabschnitte ist die Integrierte Leitstelle zuständig.
Zentrale Fahrzeughalle für den Münchner Katastrophenschutz ist die Zeppelinhalle (⊙) im Stadtteil Sendling. Dort befinden sich auch großräumige Lager der Hilfsorganisationen.

## Zivilschutz
Der Zivilschutz zielt besonders auf den Bevölkerungsschutz im Verteidigungsfall ab. Die Organisation erfolgt hierbei parallel zum Katastrophenschutz. Darüber hinaus ist die Feuerwehr München jedoch auch besonders im Bereich der Vorsorge tätig. Hierzu unterhält sie dreißig Schutzanlagen, zu denen auch Großschutzräume, Grundschutzräume und Bunker zählen. Außerdem bietet die Feuerwehrschule in München regelmäßig Unterweisungen für Firmen und Bürger an.
Ein besonderer Tätigkeitsbereich der Zivilschutzvorsorge ist die Trinkwasserversorgung. Diese ist über ein System aus Flach- und Tiefbrunnen im gesamten Stadtgebiet gewährleistet, deren Armaturen aus Sicherheitsgründen getarnt sind.

## Stadtfeuerwehrverband München

Feuerwehren im SFV

Der am 20. September 1993 gegründete Stadtfeuerwehrverband München e. V. vereinigt alle Münchner Feuerwehren zu einem Interessenverband. Der Vorstand besteht aus dem Leiter der Berufsfeuerwehr (1. Vorsitzender), dem amtierenden Kommandanten der Freiwilligen Feuerwehr (1. stellvertretender Vorsitzender) sowie einer weiteren zu wählenden Person (2. stellvertretender Vorsitzender).
- Berufsfeuerwehr München
- Freiwillige Feuerwehr München
- WF BMW
- WF MTU/MAN
- WF Krauss-Maffei
- WF TU München-Garching
- WF Flughafen München

Die einzelnen Mitglieder des Stadtfeuerwehrverbandes unterstützen sich im Bedarfsfall gegenseitig bei Einsätzen und führen gemeinsame Übungen durch.
Der Stadtfeuerwehrverband führt jährlich ein Symposium durch, bei welchem Fachleute über aktuelle Themen des Brandschutzes und der Technischen Hilfeleistung referieren.